# Befästning
Befästning, fortifikation, är en byggnad, en grav, en vallanläggning eller liknande som uppförts eller anlagts i syfte att underlätta försvaret av ett terrängavsnitt. En fortifikation är oftast bestyckad med någon form av artilleri eller andra eldvapen. En plats med permanenta befästningar kallas fästning.

## Forntiden

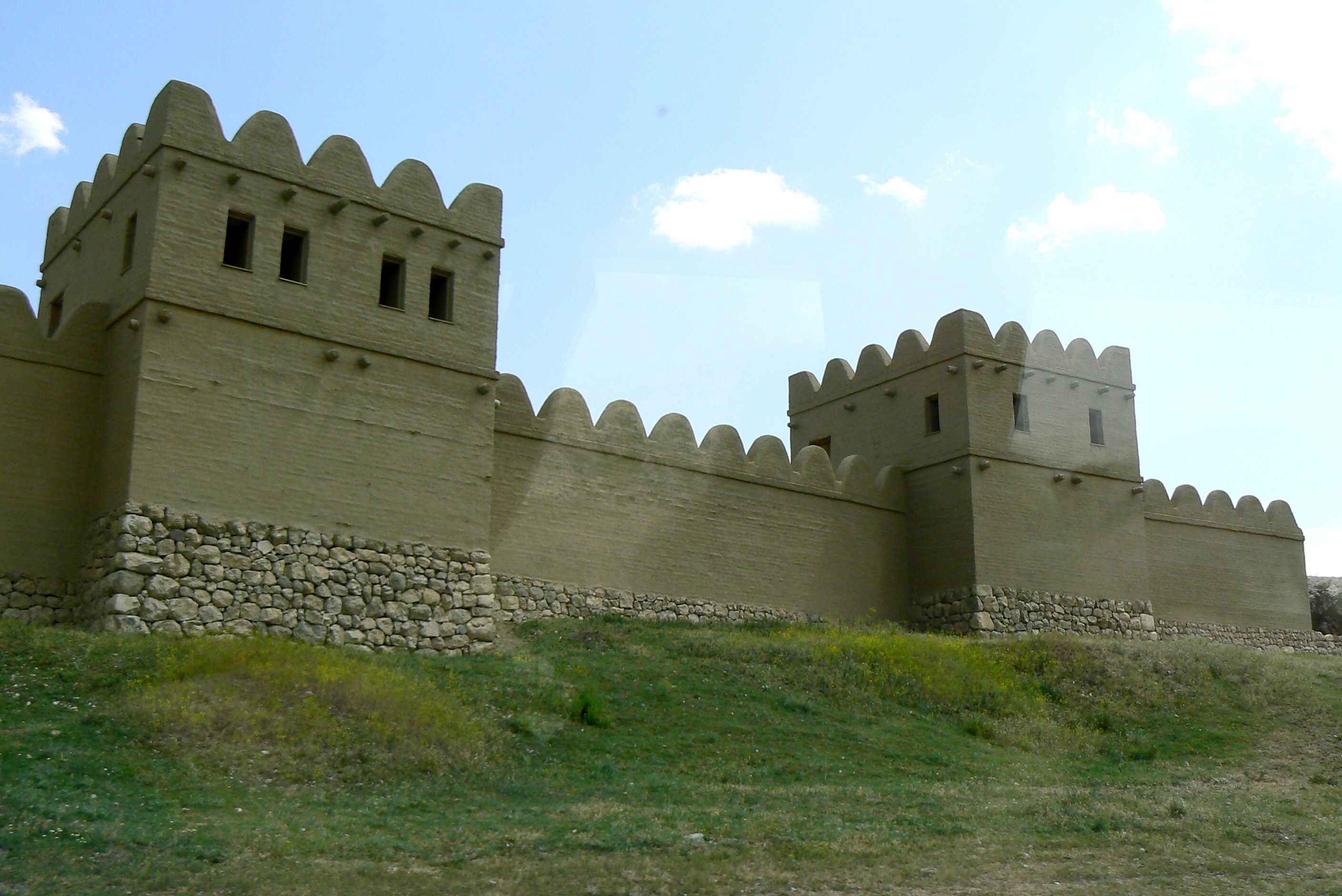
Rekonstruktion av stadsmuren i Hattusa.

Den äldsta formen av befästning är vallen och graven. Människor tog i hotfulla situationer också sin tillflykt till svårtillgänglig terräng som till exempel höjder, öar, uddar och branta stup samtidigt som det naturliga skyddet förstärktes med hinder som stenmurar och träpallisader. Försvarsanläggningar började tidigt att förses med torn vilket ökade överblicken, och förstärkte försvaret av murens svaga punkt, porten. En av de äldsta kända försvarsanläggningarna är Jerikos murar, där den äldsta fasen uppfördes för mer än 9 000 år sedan. När stadsbildningar efterhand uppstod i Främre Orienten fanns ett behov av att bygga murar runt dessa städer. Dels i försvarssyfte, men också för att markera gräns mellan stad och landsbygd. 

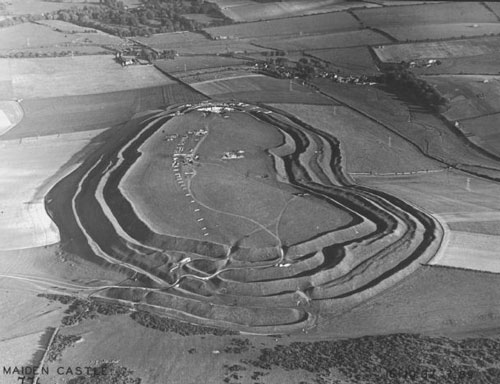
Maiden Castle i södra England, är Storbritanniens största hill fort.

I till exempel Mesopotamien fanns också anläggningar av tempelkaraktär, där murarna hos "tempelborgar" markerade gränsen mellan ett heligt område och världen utanför. Hettiternas huvudort Hattusa i nuvarande Turkiet hade en mer än 6 kilometer lång stadsmur som då, för 3 700 år sedan, hörde till sin tids mest avancerade försvarsanläggningar. Cirka 400 f.Kr. kommer de första uppgifterna om användande av katapulter för att slå sönder befästningar. Under de följande århundradena utvecklade de grekiska stadsstaterna system med torn för flankerande beskjutning. Detta innebär att försvararna ömsesidigt korsande beskjuter utsidan av egna näraliggande murar och torn från sidan. Århundradena runt Kristi födelse byggdes omfattande linjer av försvarsmurar, som Kinesiska muren och den romerska Hadrianus mur.
På de brittiska öarna utnyttjades högt belägna kullar till att bygga så kallade hill forts. Dessa består av försvarsanläggningar med på varandra följande vallar och vallgravar. I Norden användes svårtillgängliga höjder till att bygga fornborgar. I Sverige finns dessa från Blekinge i söder till Ångermanland i norr, och de flesta anses ha tillkommit under folkvandringstiden cirka 400-550 e.Kr. 
Medan de flesta hill forts verkar ha haft permanenta bosättningar, anses fornborgar främst vara tillflyktsplatser i orostid.

## Medeltiden

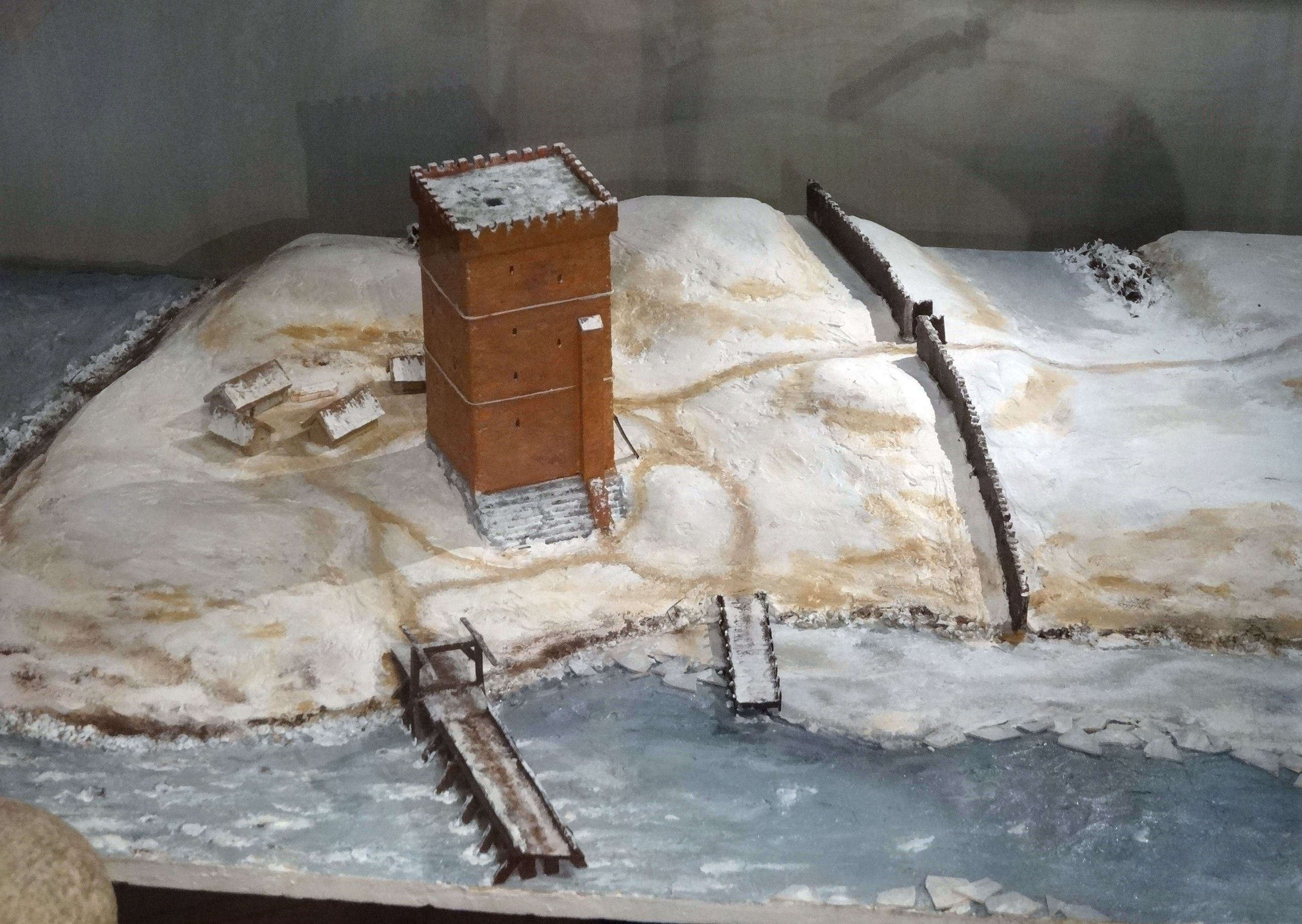
Modell av danska borgen Falkenbergshus i nutida Halland, som den förmodas ha sett ut under 1300-talet. Kastalen med ekonomibyggnader har byggts som en näsborg, skyddad av en pallisad.

I samband med att feodalväsendet utvecklades i Europa på 800-talet byggdes också borgar, som inte bara var befästa anläggningar, utan också bostad åt innehavaren och kringresande kungar och stormän. En tidigt borgtyp var motteborgen som bestod av trätorn byggt på en, oftast mellan fem och tio meter hög, konstgjord kulle - en motte. Tornet omgavs av en pallisad och ekonomibyggnader var placerade nedanför motten omringade av en separat pallisad.

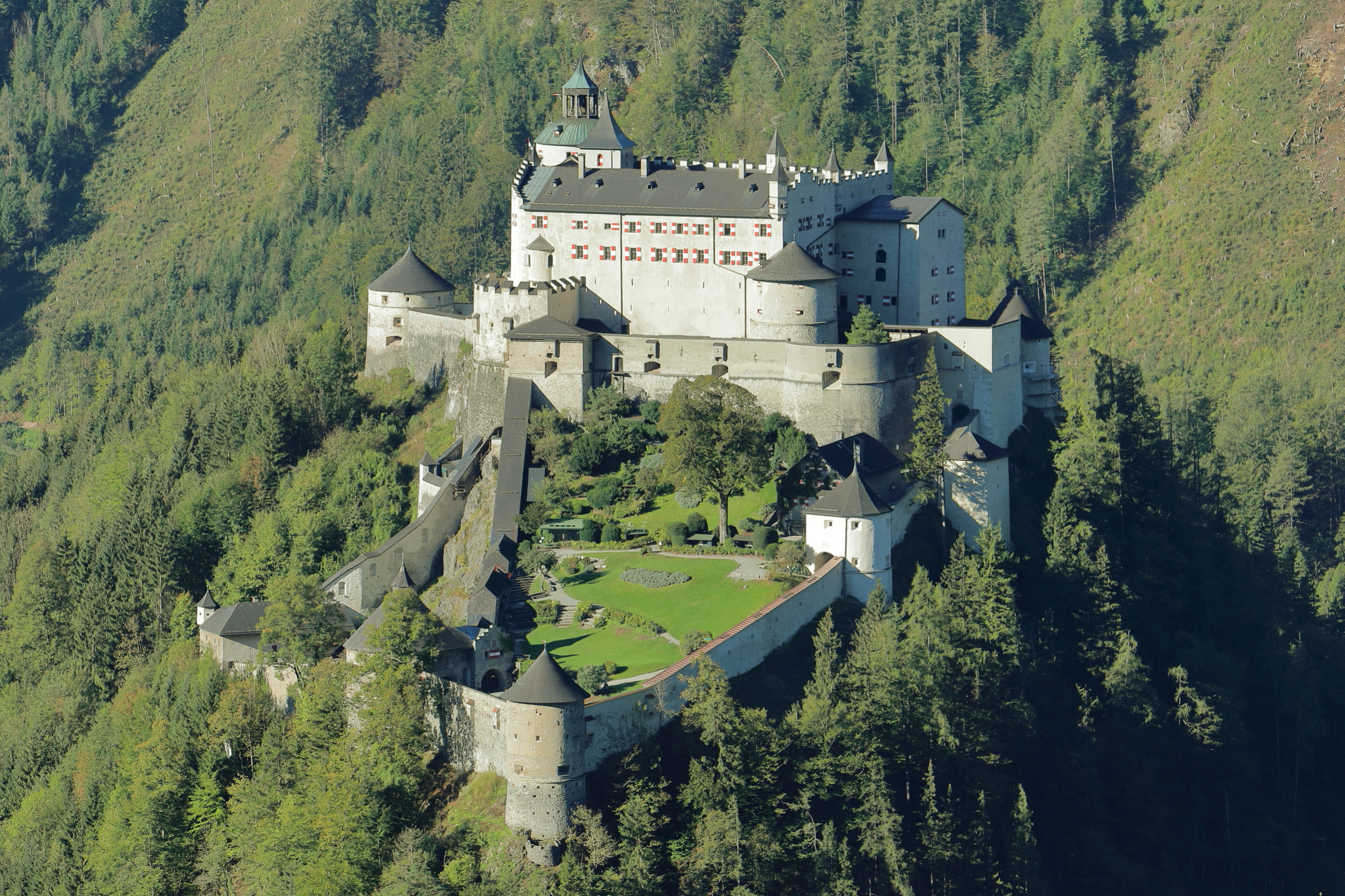
Österrikiska ringmursborgen Hohenwerfen med äldsta delar från 1000-talet, har förborgsområde och torn för flankerande beskjutning.

 Andra borgtyper var runda eller fyrkantiga försvarstorn i sten, så kallade kastaler eller kärntorn, som antingen kunde byggas fristående eller med ringmur. Borgar som anpassats efter terrängen, med kärntorn och ekonomibyggnader omgivna av en oregelbunden och kraftig stenmur, kallas ringmursborg. Näsborgarna, som byggdes på uddar och holmar, var ofta uppdelade i en starkare befäst del och en ekonomibyggnadsdel.

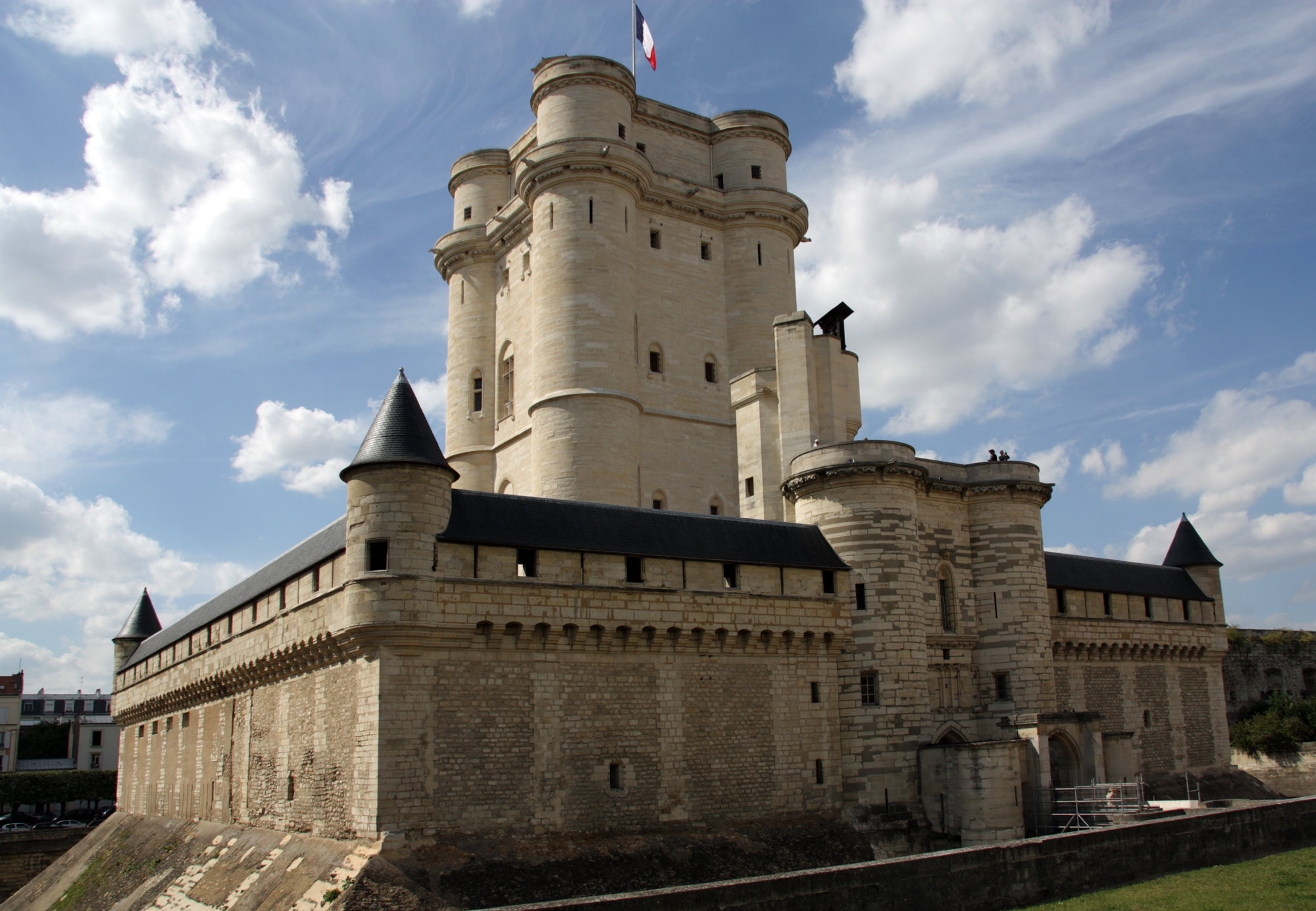
Château de Vincennes nära Paris, med kärntorn från 1300-talet som höjer sig över en yttre ringmur. Ringmuren har försetts med försvarsfunktioner som porttorn, utskjutande hörntorn, sluttande beklädnad och machicoulis.

Redan under 1100-talet började man bygga högre murar för att skydda sig mot kastmaskinerna, och de högre kastbanorna. Under 1200-talet började borgbyggarna att försöka öka styrkan hos anläggningens kurtiner, murarna mellan försvarstornen och runt borggården. Utskjutande flanktorn gav bågskyttarna möjlighet att skjuta längs med murarna, och det tidigare kärntornet föll ur bruk. 

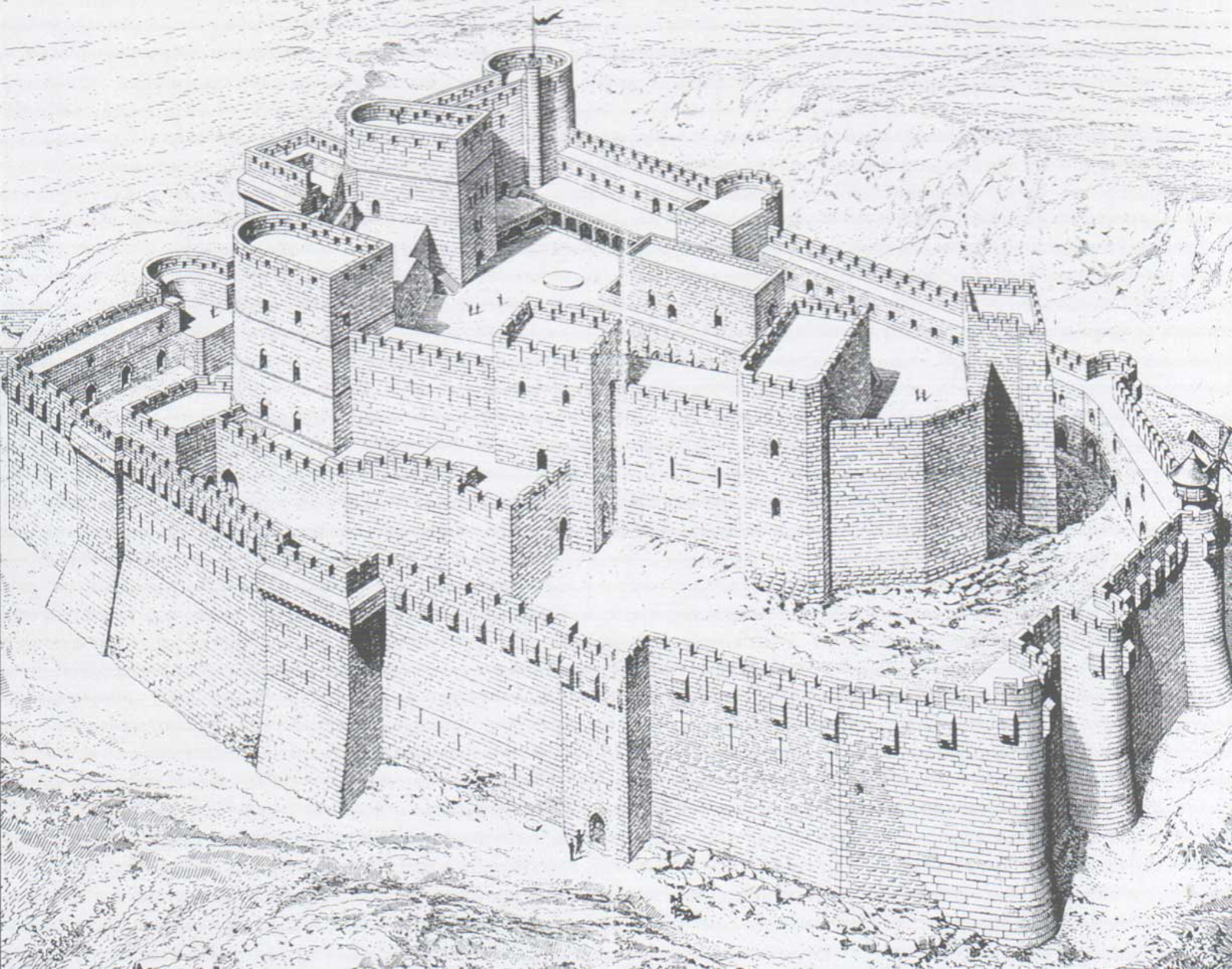
Teckning av korsfararborgen Krak des Chevaliers i nuvarande Syrien, som den kan ha sett ut under medeltiden.

 De nya borgarna var ofta försedda med dubbla murar - den inre som regel högre än den yttre muren. Försvarsmurarna försågs upptill med bröstvärn och skyttegång varifrån försvararna kunde beskjuta eller attackera anfallarna. Bröstvärnen kunde också kreneleras eller förses med skottgluggar, så kallade embrassyrer. Man anlade också nedåtriktade öppningar, machicoulis, i bröstvärnet utanför muren genom vilka man kunde kasta ned stenar, hett vatten eller annat på de anfallande vid murfoten. 

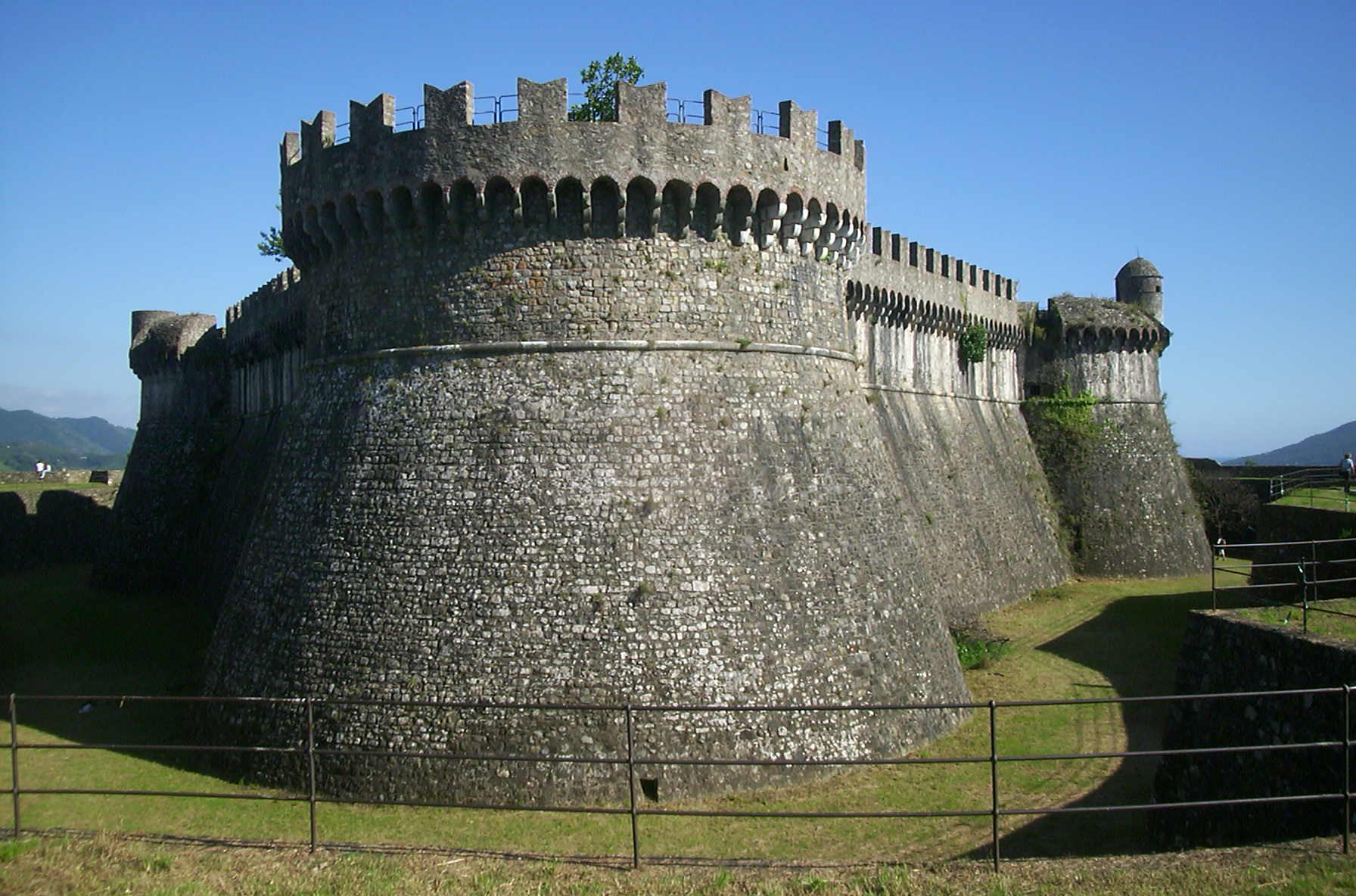
Fortezza di Sarzanello i norra Italien, med bredare och lägre murar och rundlar har fästningen under 1400-talet bättre anpassats för strid med artilleri.

 En annan försvarsåtgärd var att anlägga en sluttande beklädnad på murens nedre del. Detta ökade murens motståndskraft, och innebar att föremål som kastades ner från murarna studsade ut mot angriparen. Eftersom porten var borgens mest sårbara punkt, gjordes där ytterligare förstärkningar. Dubbeltorn runt porten utvecklades senare till svårgenomträngliga förborgsområden som hindrade en angripare att nå borggården. Förutom vallgrav och vindbrygga, flera massiva portar och fällgaller försågs portgångens valv med skottgluggar och skållhål varifrån kokande vatten kunde hällas ner på de anfallande.
Krutvapnens användning från 1300-talet och framåt innebar att borgarna började byggas med lägre, tjockare murar och runda torn som blev svårare att rasera. Till en början hade krutvapnen större betydelse för försvar än anfall. Förstärkningar av torn och murar behövdes för att klara den ökade belastningen från större och tyngre kanoner och de byggdes ut i form av utskjutande rundlar, eller bastejer, varifrån man lättare kunde försvara huvudmuren. Den raka murdelen mellan bastionerna, kurtinen, förstärktes mot beskjutning genom att göras lägre och tjockare. För att skydda mot stormning grävdes en vallgrav framför muren. Den uppgrävda jorden lades dels upp som skydd framför, och dels som uppställningsplats för kanoner bakom fästningsmuren.

## 1500–1800

### Italienska skolan

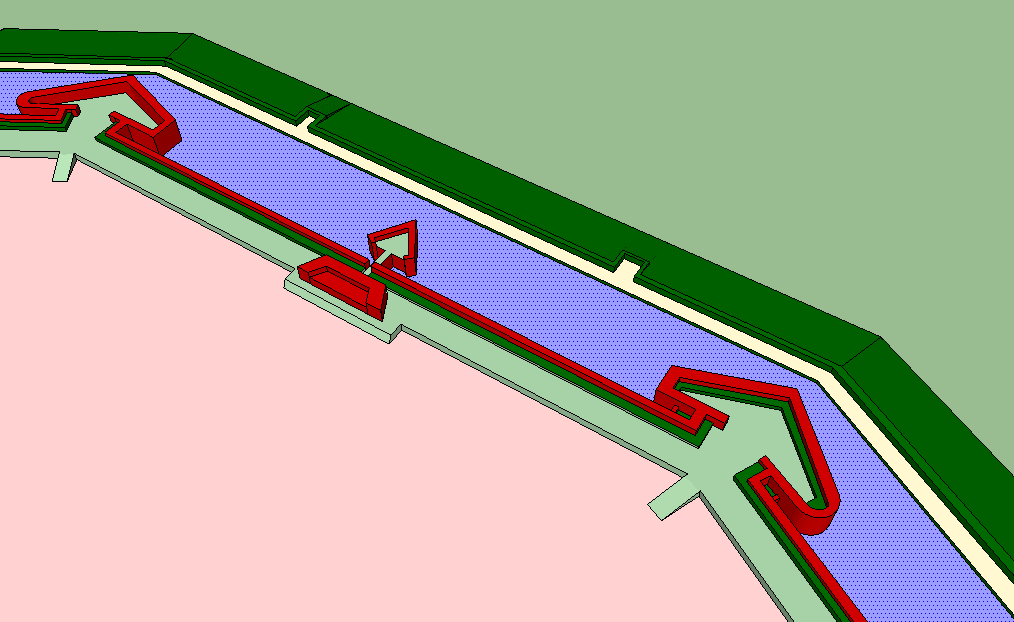
Tecknat exempel på den äldre italienska skolan. Små bastioner med avrundade hörn, orilloner, långa kurtiner och däremellan en liten "mellanbastion" som senare blev ravelin. Bakom den lilla bastionen finns ett högverk, eller kavaljer, för uppställning av kanoner.

Med början i Italien utformades nya idéer för befästningar. I den så kallade äldre italienska skolan bröts rundlarna i vinklar, bastioner, som gjorde det möjligt att skjuta flankerande eld mot varje del av murverket. Dessa bastioner var till en början små och låg på långt avstånd från varandra. I den nyitalienska skolan gjordes bastionerna större, och placerades närmare varandra. För att öka antalet kanoner kunde bastionerna förses med en överbyggnad, en så kallad kavaljer eller högverk. Skolan kännetecknades också av höga murklädda fästningsverk med djupa gravar.

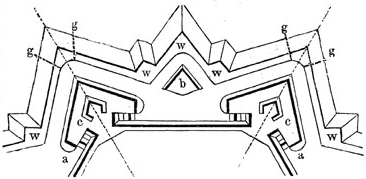
Tecknat exempel på den nyitalienska skolan med a) Tillbakadragen flank med orillon, b) Ravelin, c) Kavaljer eller högverk, g) Betäckt väg, w) Vapenplats (Place d'armes)

 Bastionernas flank, det vill säga den del av bastionen som var närmast kurtinen, murades vinkelrät mot denna, och var tillbakadragen för att kanonerna som placerades där skulle få bättre skydd.
Framför vallgravens yttersida, kontereskarpen, lades en smal patrullgång - den betäckta vägen. Som skydd framför den svaga kurtinen placerades dessutom en ravelin, som var ett utanverk i form av en fritt liggande bastion avsedd både för skydd av kurtin och eventuell fästningsport, samtidigt som man kunde åstadkomma korseld mot terrängen framför fästningen. Försvararnas artilleri ställdes upp i bombsäkra rum, kasematter, inne i bastionerna men kunde också placeras uppe på fästningsvallen skyddade av ett bröstvärn.
Fördelar med det italienska systemet var att den månguddiga försvarslinjen gjorde att direkt frontal beskjutning kunde undvikas, och en angripare kunde beskjutas från sidan med flankerande eldgivning. I kombination med hindrande gravar gjorde detta att stormning försvårades. De utskjutande murarna och utanverken gav också ett djup i försvaret. En svaghet var att relativt få artilleripjäser samtidigt kunde beskjuta de näraliggande bastionernas utsidor, faserna.
I Tyskland framträdde flera framstående fästningsbyggare som Albrecht Dürer, som använde rikligt med kasematter och för gravflankering en slags kaponjärer och Speckle, som för beklädnad använde bärvalv och gav bastonens flank en bättre riktning.

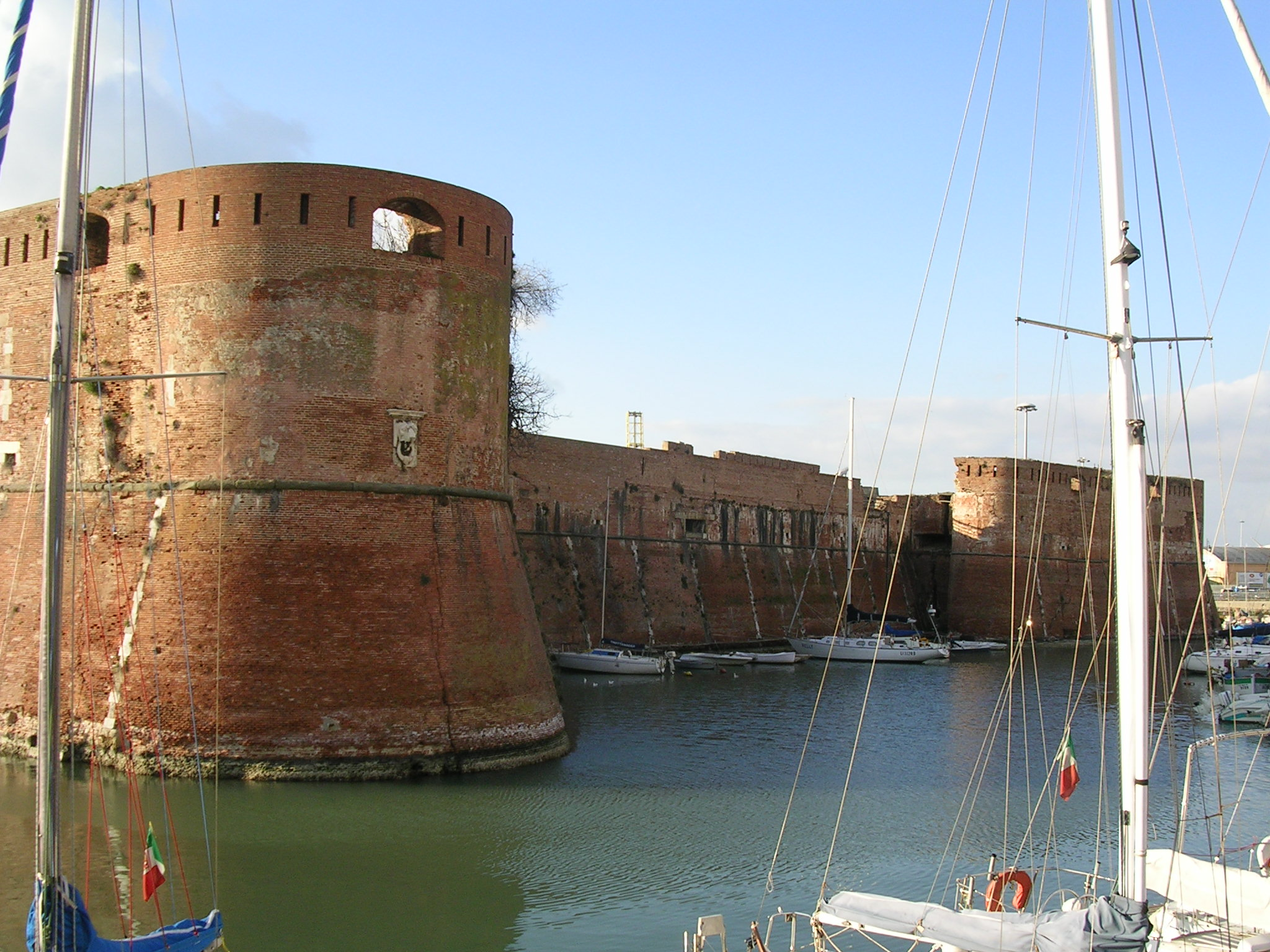
Tidiga platt utformade bastioner på Fortezza Veccia, hamnen i Livorno, Italien. Bastionerna byggdes under tidigt 1500-tal under ledning av Antonio Giamberti da Sangallo.
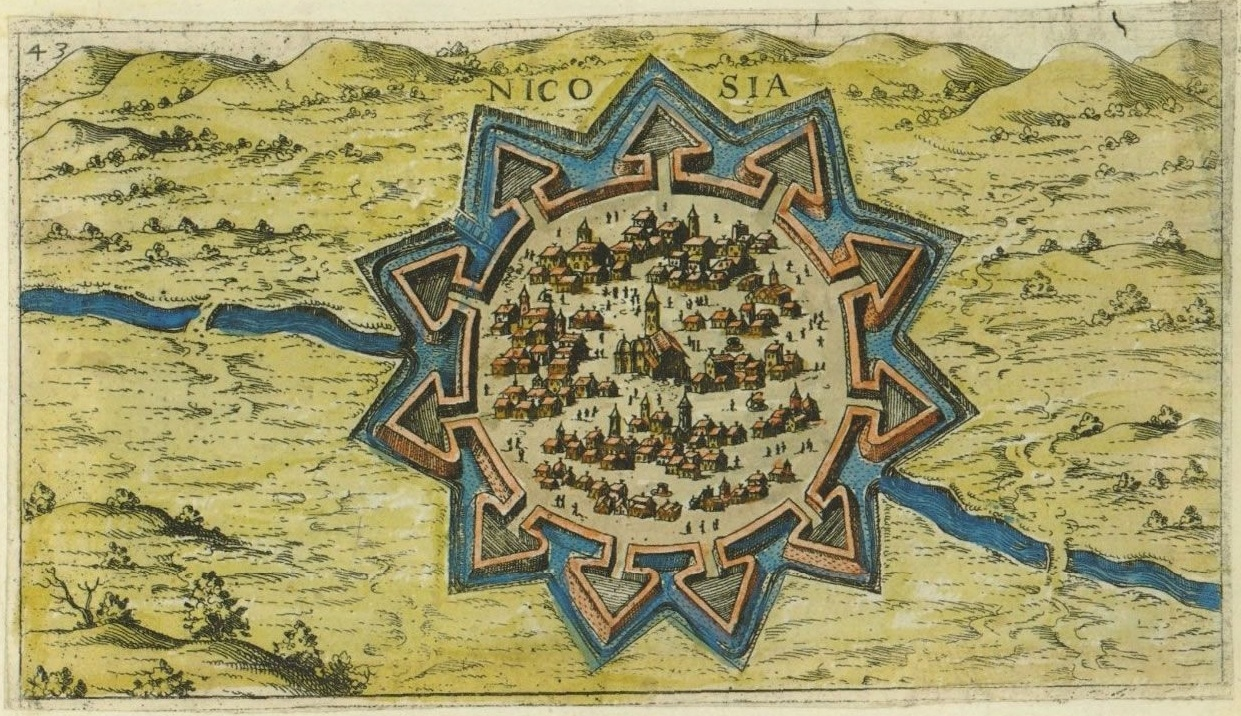
Befästningarna runt Nicosia på Cypern, byggdes av venetianer 1567.
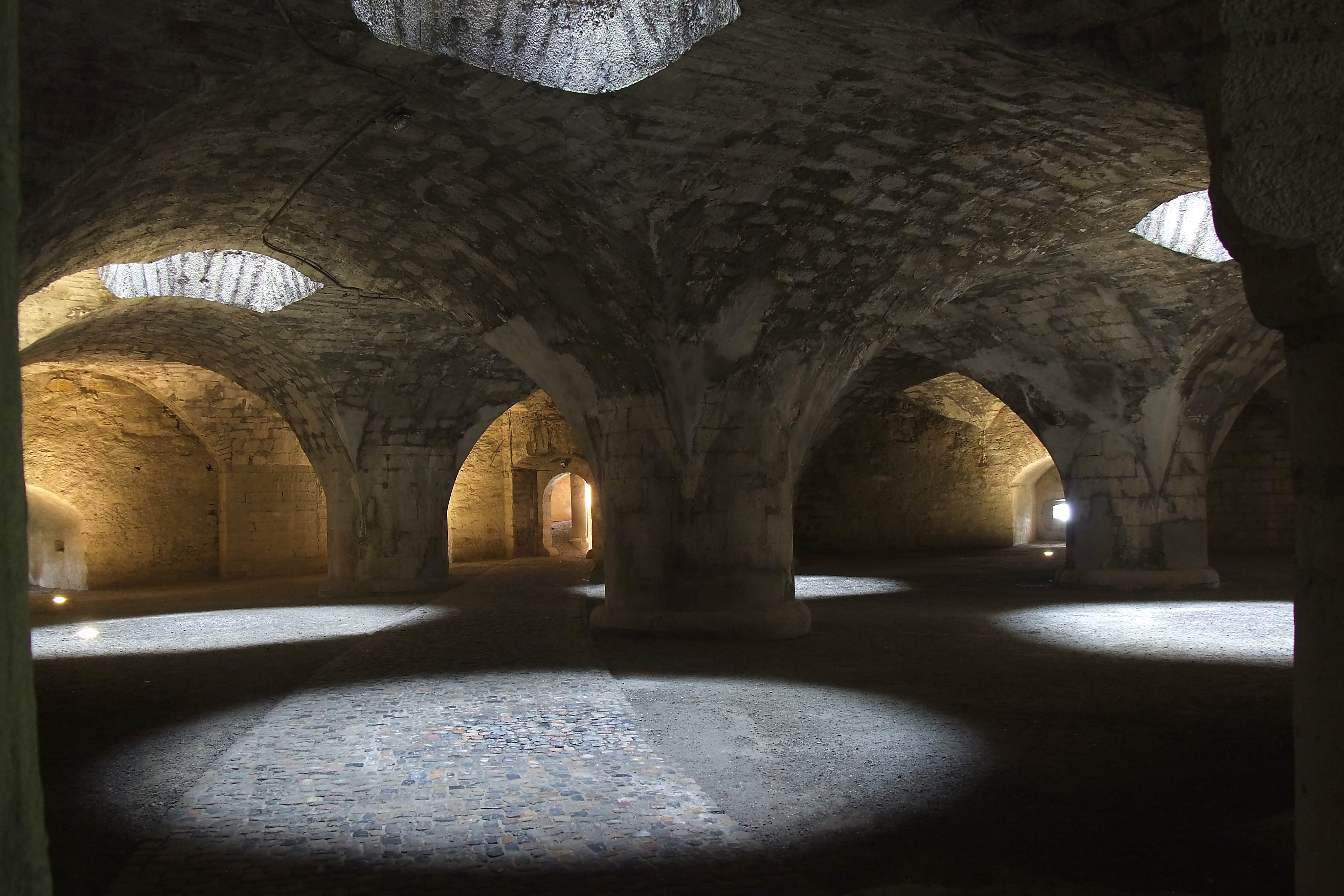
Kasematter i den cirkulära fästningen Munot, Schaffhausen i nuvarande Schweiz. Fästningen byggdes i mitten av 1500-talet enligt Albrecht Dürers idéer.
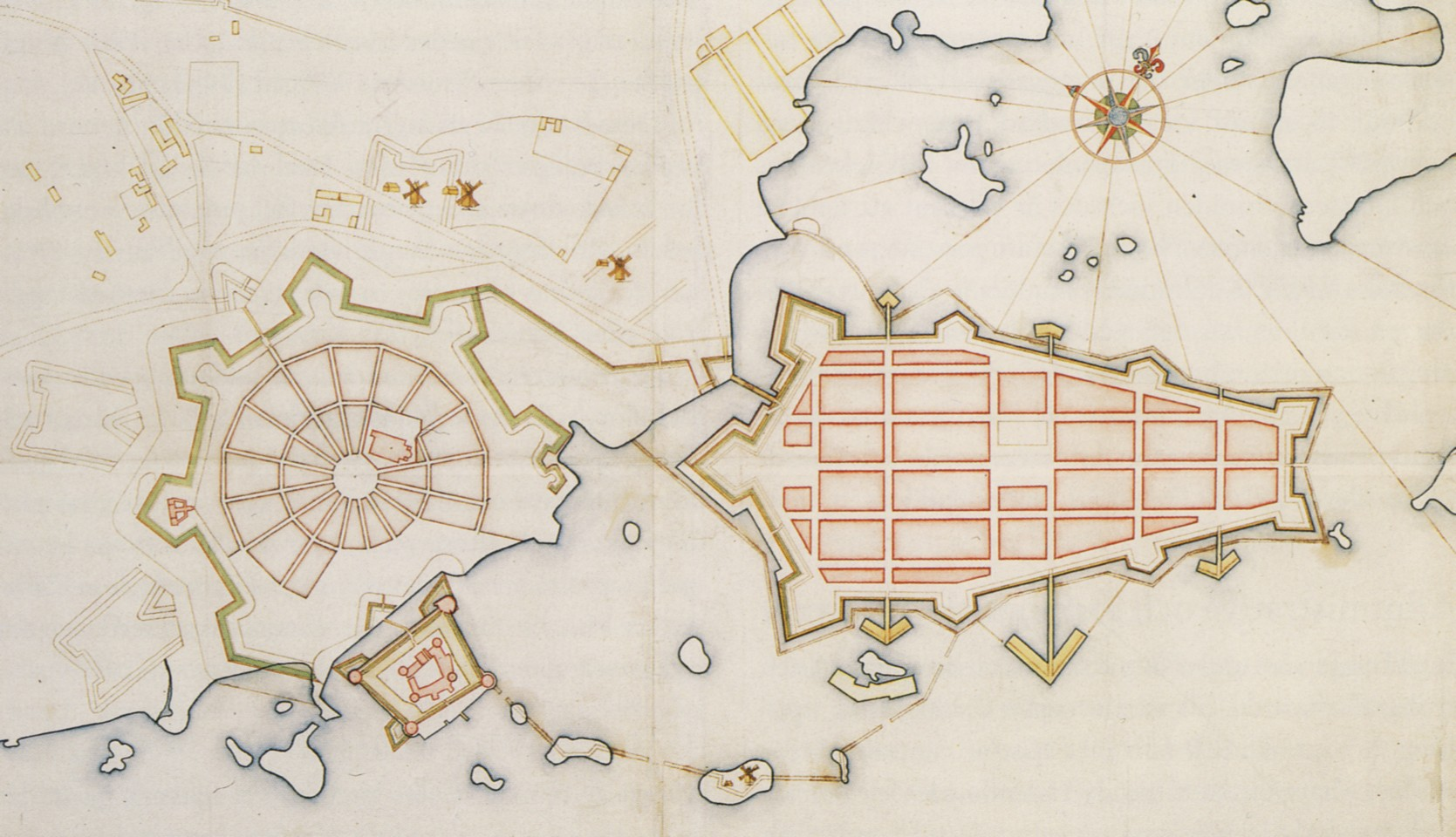
Två fästningsepoker i Kalmar på en karta från 1650. Till vänster Johan III:s gamla stadsplan från sent 1500-tal. Till höger de yngre befästningarna på Kvarnholmen.
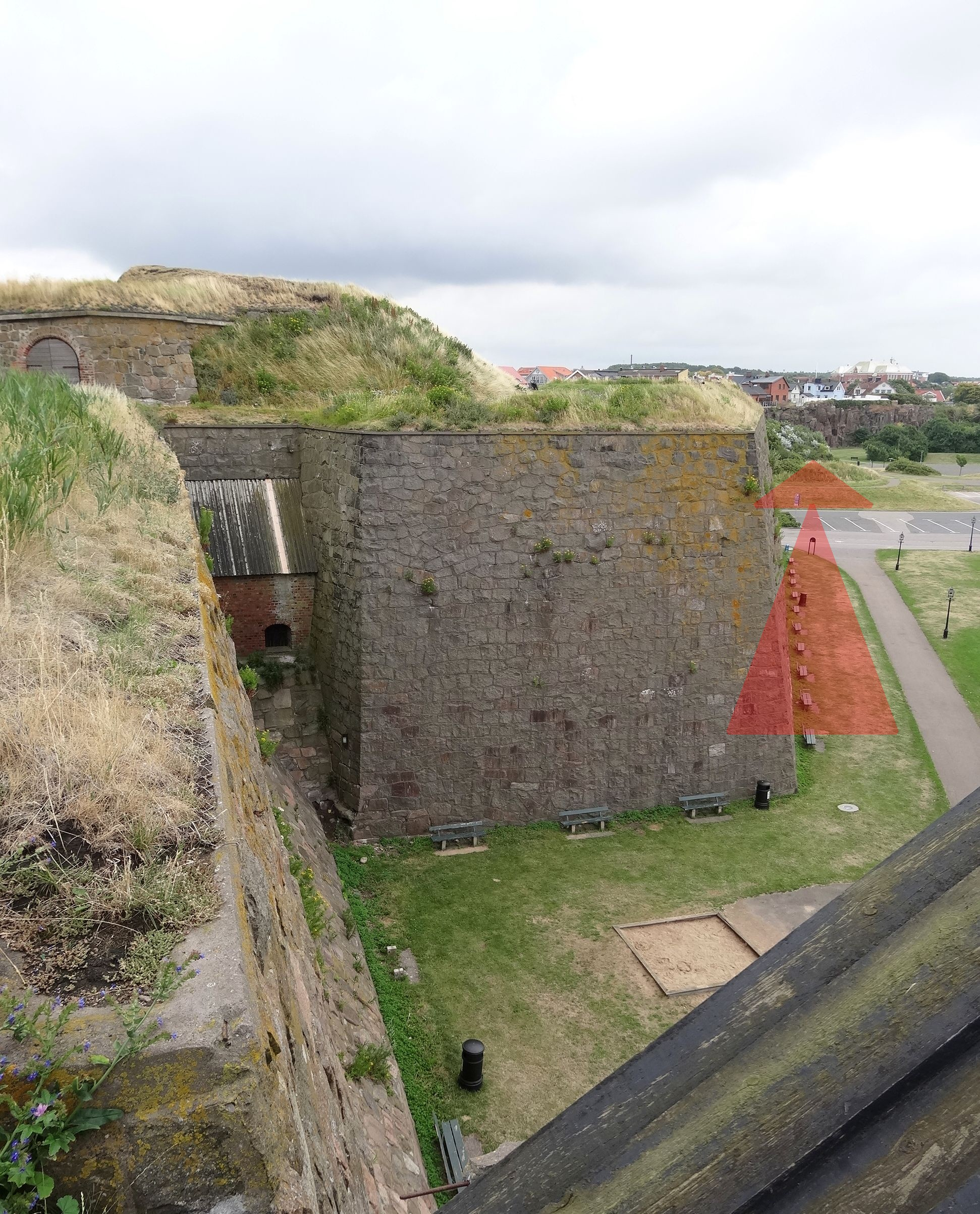
Bastion Grå Munken från tidigt 1600-tal på Varbergs fästning. Bastionen har högverk och kanoner i kasematt med indragen flank. Pilen visar eldgivningsriktning, stryklinje, utefter bastionens utsida från näraliggande bastion.

### Nederländska skolan

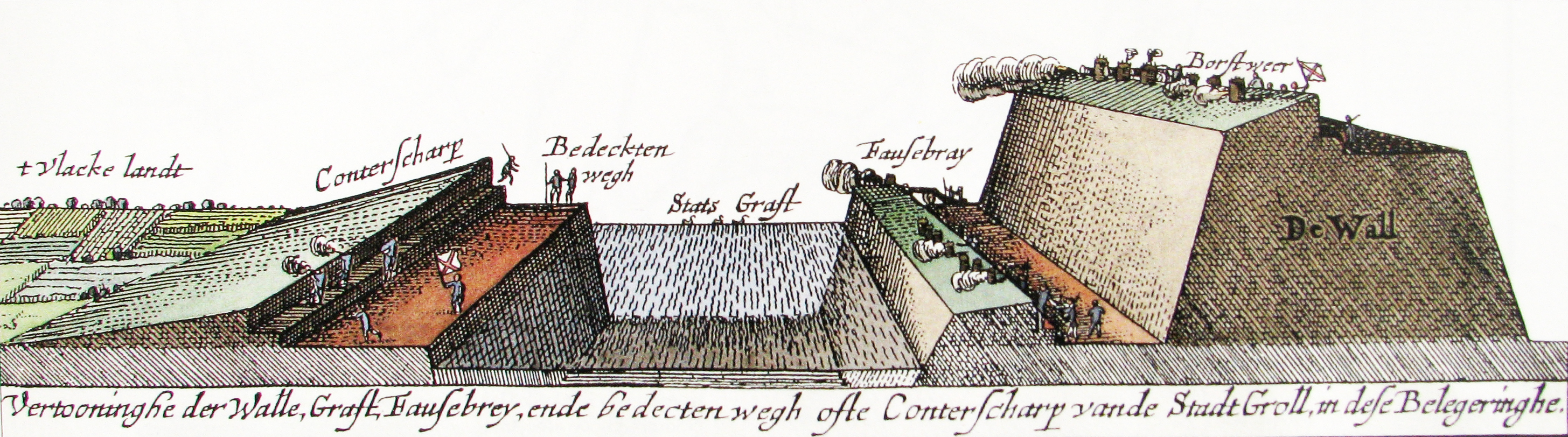
Tvärsnitt av försvarsvallen vid holländska Groenlo 1627. Från höger ses huvudvall, lägre vallen fausse-braie, bred vallgrav, betäckt väg och ytterst en svagt sluttande förpreparerad fältvall.

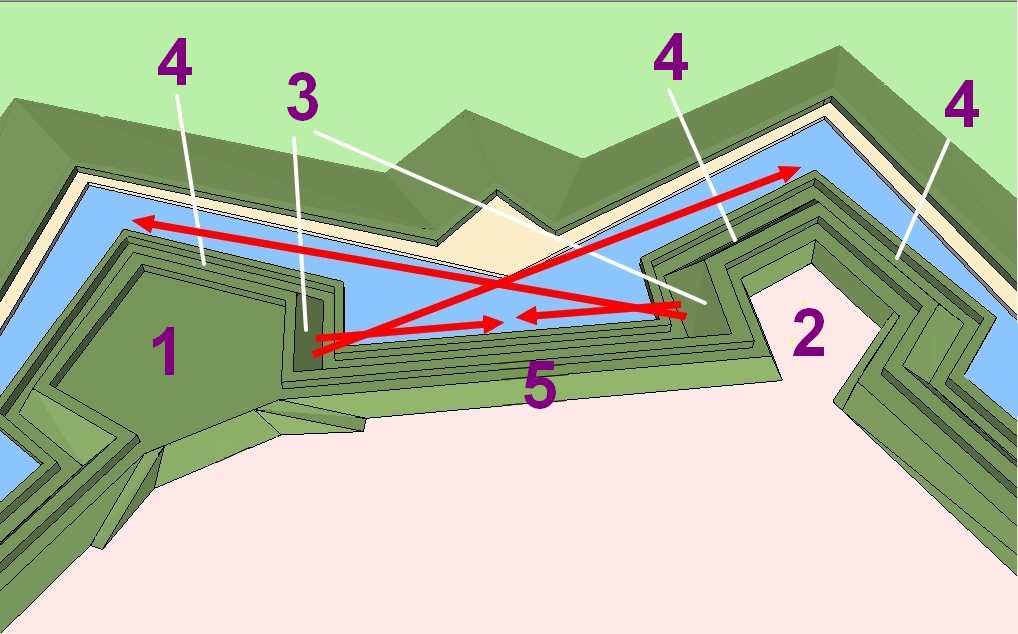
Bastionsförsvar enligt den Nederländska skolan med två olika typer av bastioner: 1) Solid bastion, 2) Ihålig bastion, 3) Flank, 4) Fas eller Face, 5) Kurtin. Röda eldgivningspilar visar artilleriets beräknade skjutrikning, så kallade stryklinjer.

Brist på tid och pengar hindrade byggandet av befästningar enligt den italienska skolan då det Nederländska frihetskriget började 1568. I stället utnyttjades det platta landskapet vilket innebar att befästningarna kunde bestå av låga jordvallar, som kompletterades med breda vattengravar. Framför huvudvallens bastioner placerades en låg jordvall, på franska fausse-braie, avsedd i första hand för soldater beväpnade med musköt. Flankerna lades vinkelrätt mot kurtinerna. Bastionsfronten förstärktes med utanverk, som till exempel raveliner och yttre glacis (fältvall), med framförliggande vattengravar. Under ledning av generalingenjören Menno van Coehoorn utvecklades senare också torra gravar med murklädda branter, kasematter och gevärsgallerier till den så kallade nynederländska skolan.

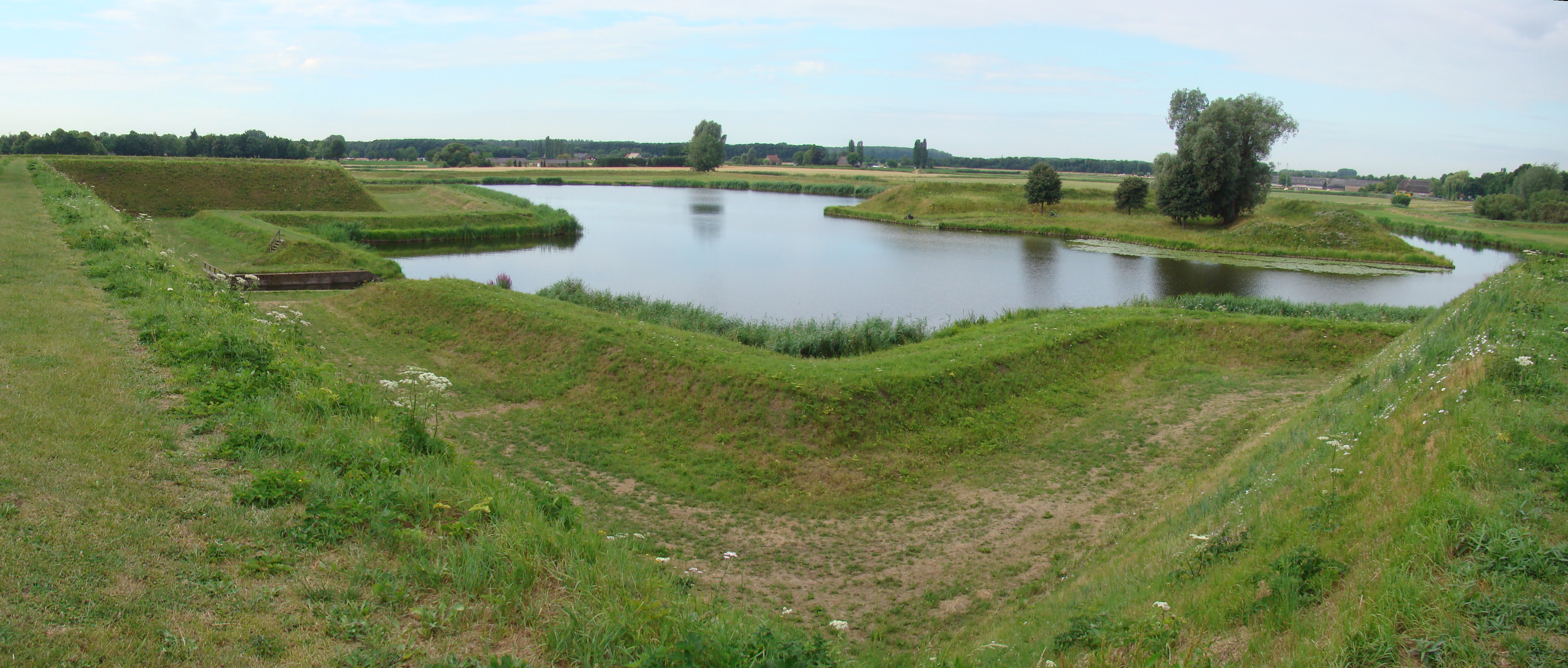
Delar av försvarsverken kring den restaurerade fästningsstaden Heusden i södra Holland med dubbla, låga försvarsvallar och raveliner.
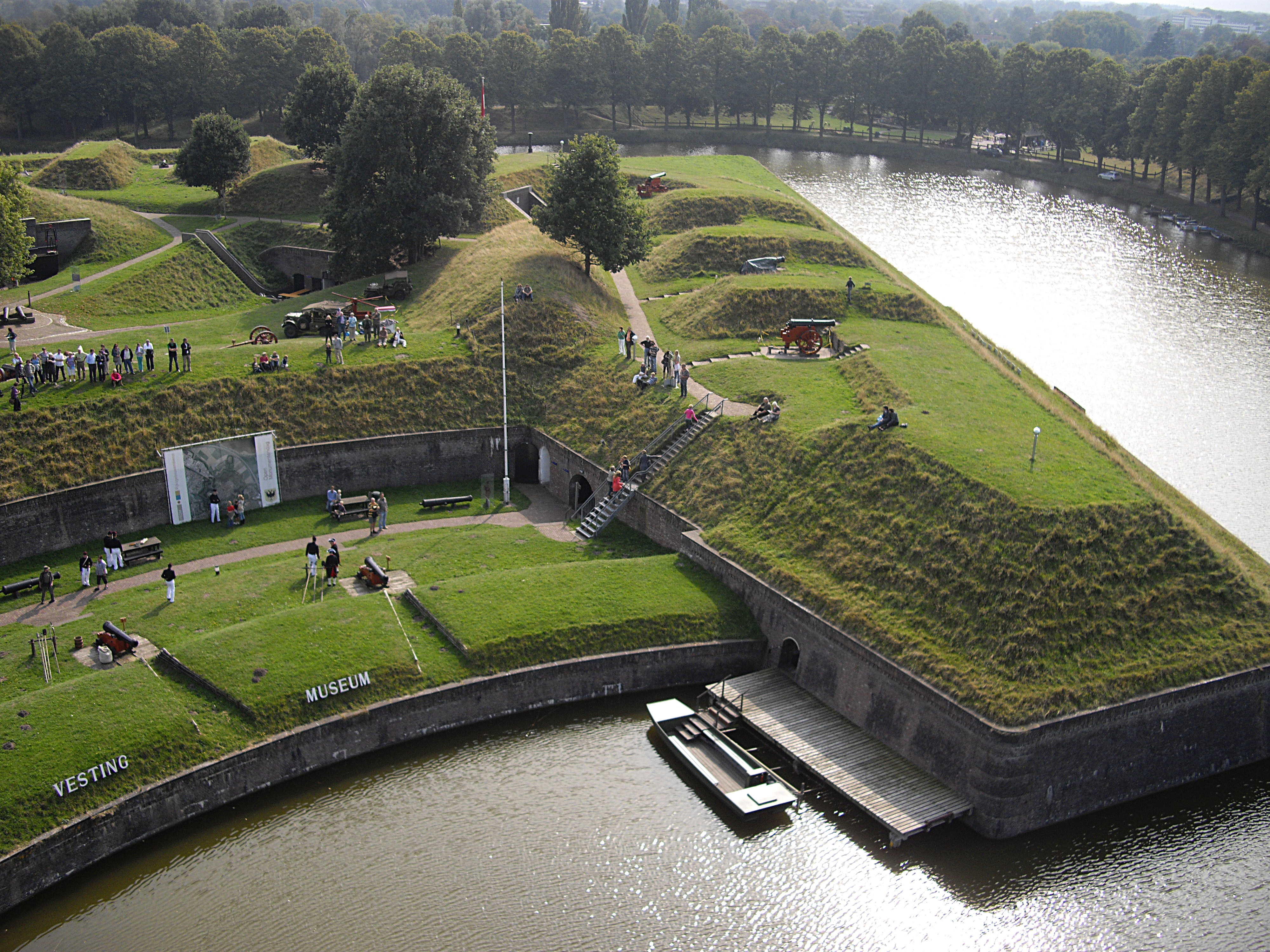
Bastion Turfpoort, med kasematter och svängd flank, i fästningsstaden Naarden.
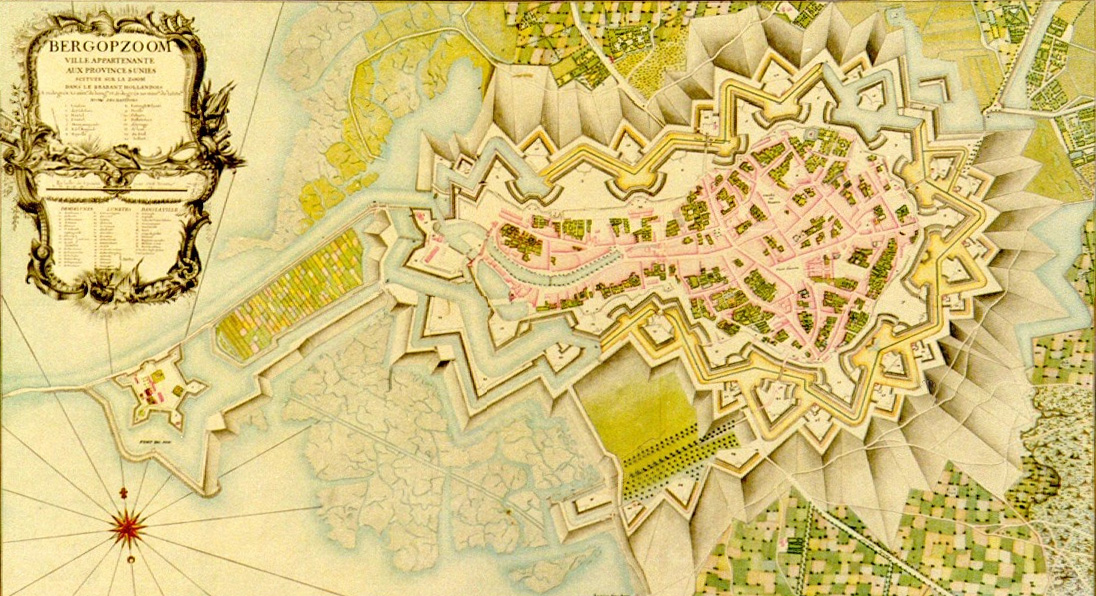
Karta över befästningarna i fästningsstaden Bergen op Zoom 1747. Fästningen räknas som ett av Menno van Coehoorns mästerverk.
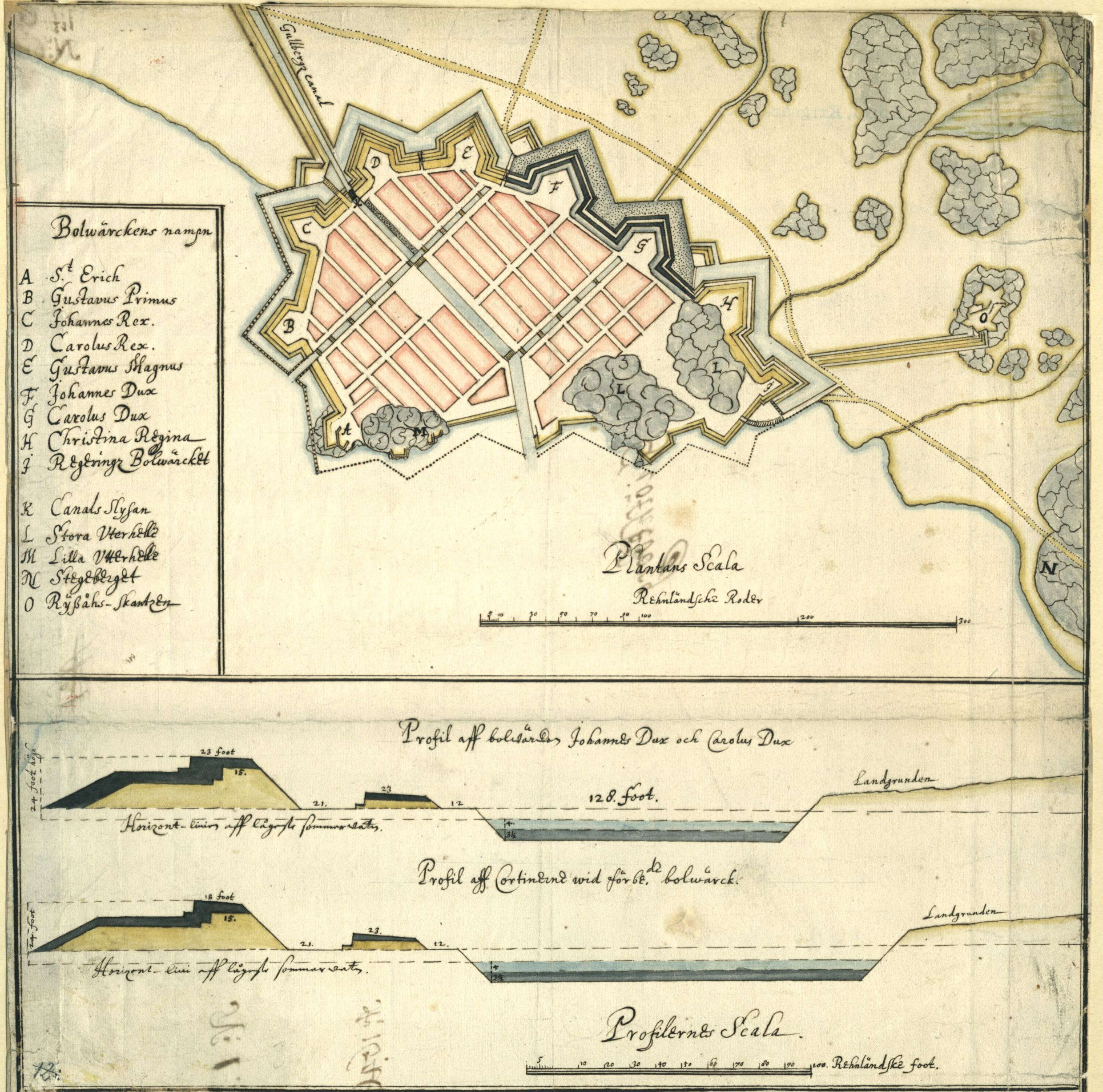
Plan och profiler över befästningarna i fästningsstaden Göteborg 1646, utförda enligt den äldre nederländska skolan.

### Franska skolan

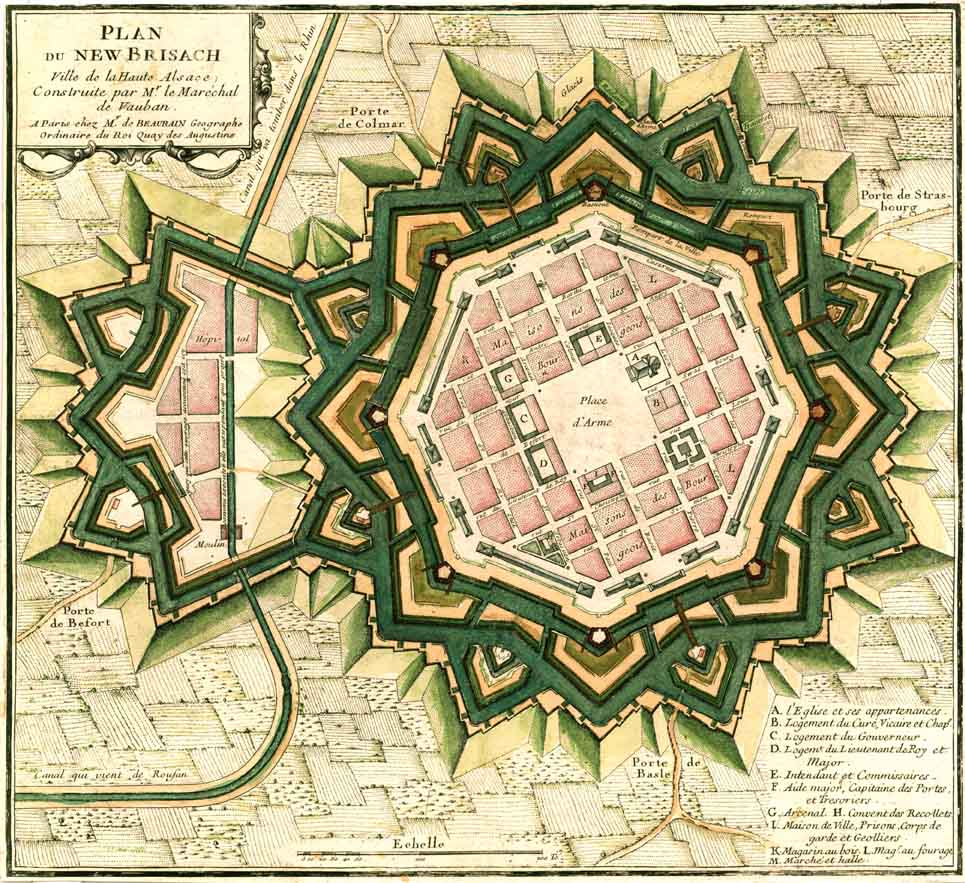
Stadsfästningen Neuf-Brisach 1697, befäst enligt Vaubans tredje system. I fästningen tillämpas tenaljer, traverser och till vänster ett större utanverk, ett kronverk, bestående av en bastion omgiven av två halvbastioner.

Fästningarna i Frankrike hade fram till mitten av 1600-talet byggts efter det italienska systemet, efter denna tid ägde en betydelsefull utveckling rum främst tack vare Sébastien Le Prestre de Vauban, bastionssystemets främste representant. Vauban försökte använda de olika delarna av italienska och nederländska skolan, anpassade efter aktuella terrängförhållanden. Detta innebar att befästningarna hade stora bastioner, med vinkelräta eller insvängda flanker. En bred betäckt väg med tvärvallar, traverser, för att hindra beskjutning längs med betäckta vägen. Särskilda vinklade försvarsmurar, tenaljer, framför kurtinen för att hindra beskjutning av kurtinmuren. Förstorade raveliner försedda med reträttraveliner, det vill säga upphöjda försvarsverk inom ravelinen. Den kontinuerliga linjen av befästningar runt en befäst plats, som kallas enceinte (från latin: incinctus omringad), blev i Vaubans system dubblerade med hjälp av vattengravar. Detta innebar för en anfallare minst två vattengravar att ta sig över, och dubbla bastioner som var avskiljda från kurtinen. Befästningarna bildar tillsammans ett enhetligt system med gruppering på djupet, och i samverkan mellan olika stridsmedel. Fransmännen höll sedan fast vid bastionssystemet ända till 1870, trots att det dömdes ut av flera efterföljande befästningsbyggare.

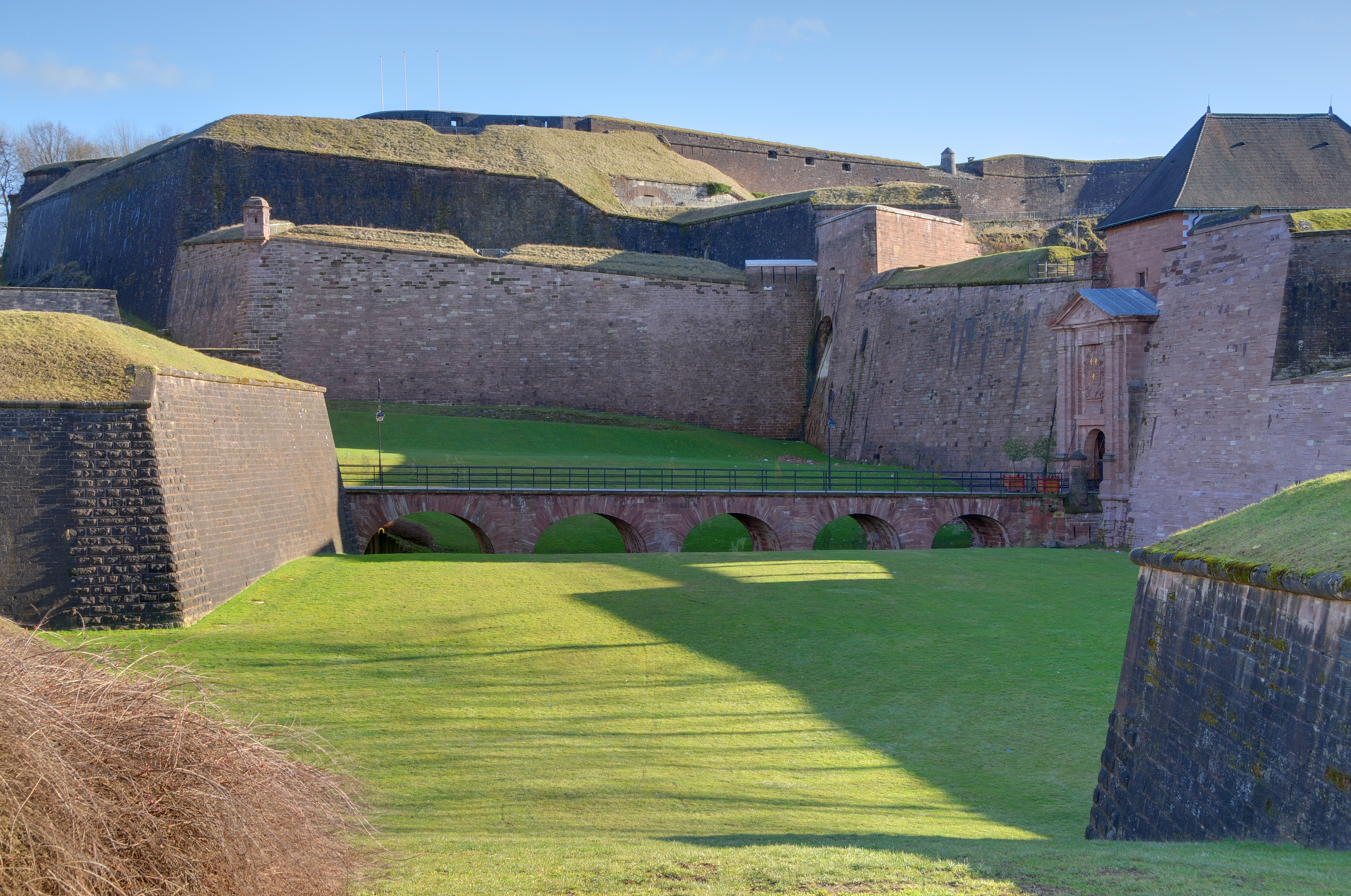
Stegvis högre försvarsverk vid Porte de Brisach, Citadelle de Belfort i östra Frankrike.
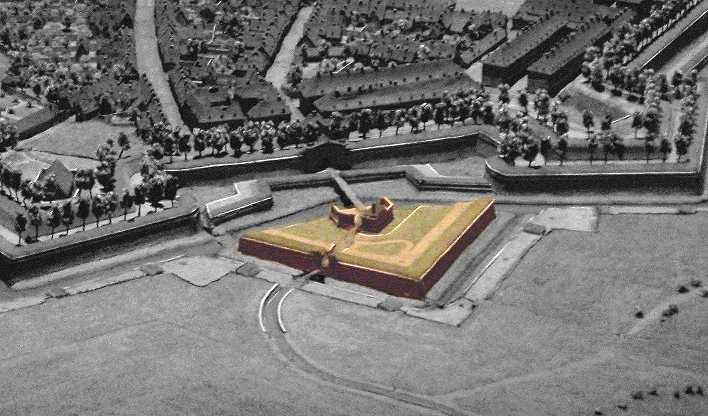
Ravelin med reträttravelin, och bakomliggande tenalj, på modell av befästningarna i nuvarande belgiska staden Menen.
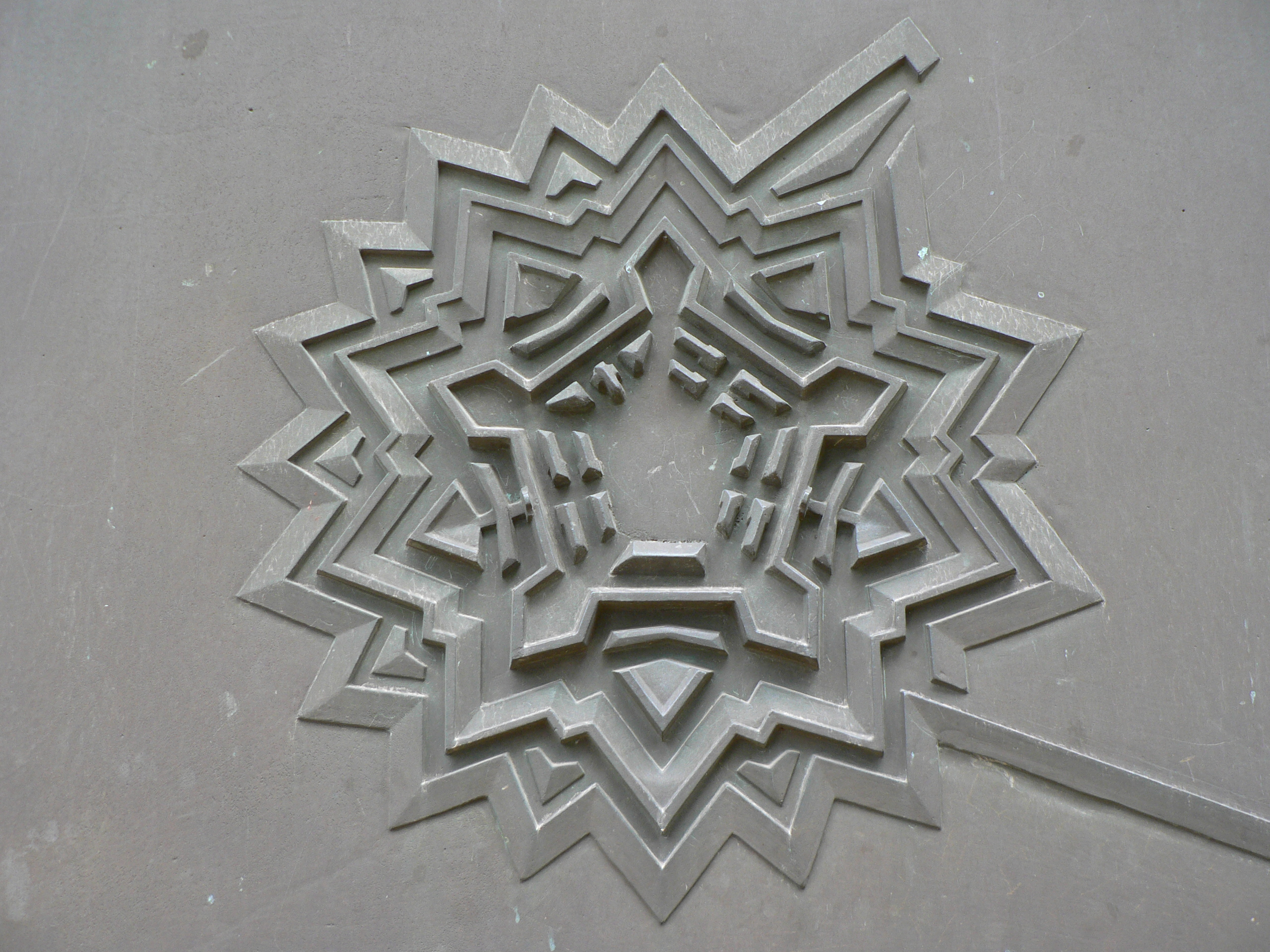
Plan av citadellet i Lille i norra Frankrike, "Vaubans stjärna".
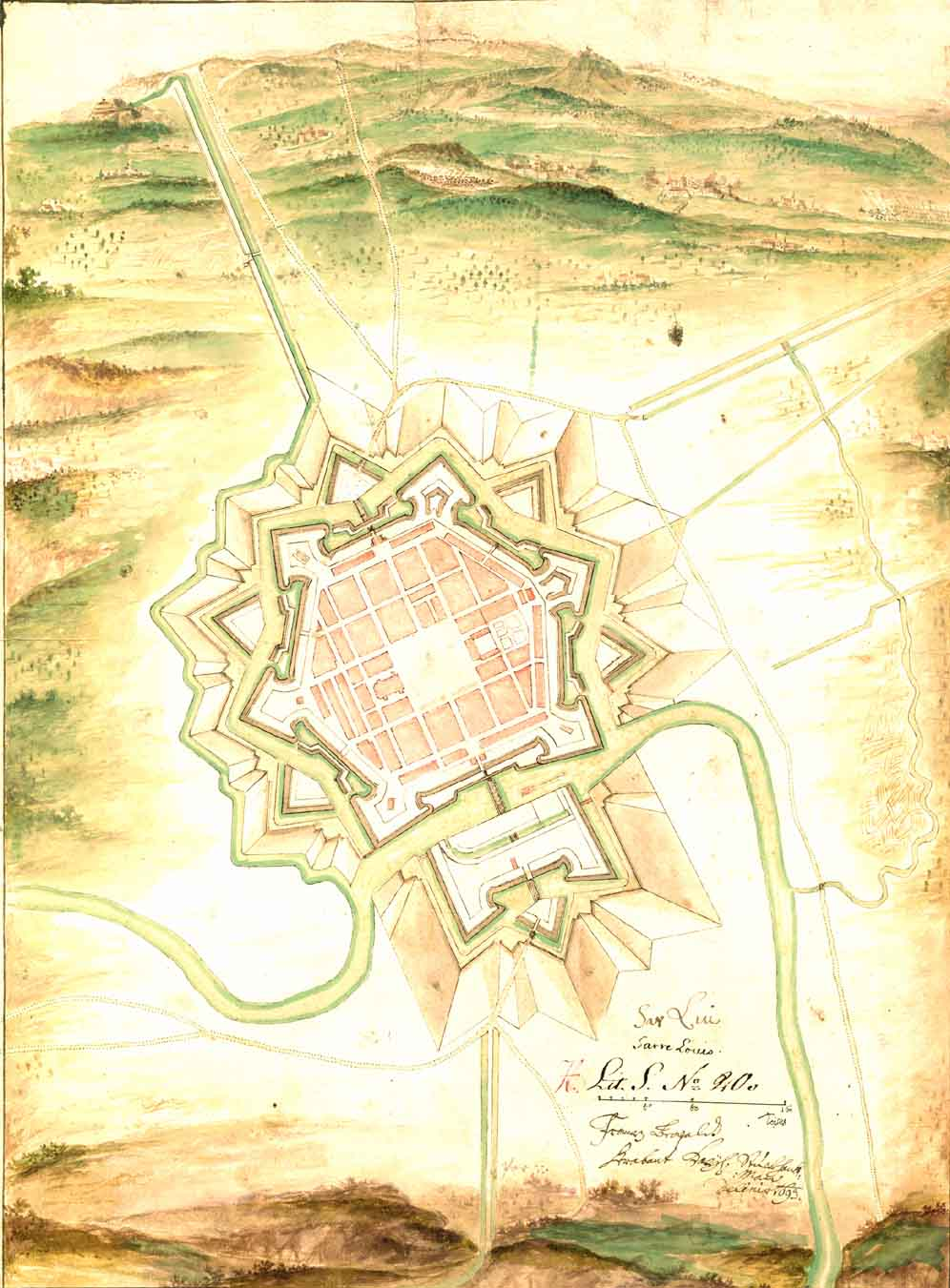
På Saarlouis fästning i nuvarande Tyskland används ett hornverk, det vill säga två halvbastioner med mellanliggande kurtin.

### Svenska skolan

Dahlberghs förslag till förbättringar av befästningarna i Landskrona 1680. Bara citadellet runt slottet blev slutligen byggt.

Den svenske fästningsarkitekten Erik Dahlbergh var samtida med Vauban och Coehoorn, och påverkades till en början av dessa. Sedan han blivit chef för Fortifikationen 1684 utvecklade han ofta befästningar med torn och donjoner, där kanonerna var uppställda i skyddade kasematter. Donjon, som från början var benämningen på det medeltida kärntornet, blir hädanefter benämningen på en långsmal byggnad, ibland i flera våningar, som används både för kanoner och som logement. Syftet med skyddade kanoner uppställda på höjden, var att få högre eldkoncentration. Det innebar att flera kanoner samtidigt kunde beskjuta samma mål.

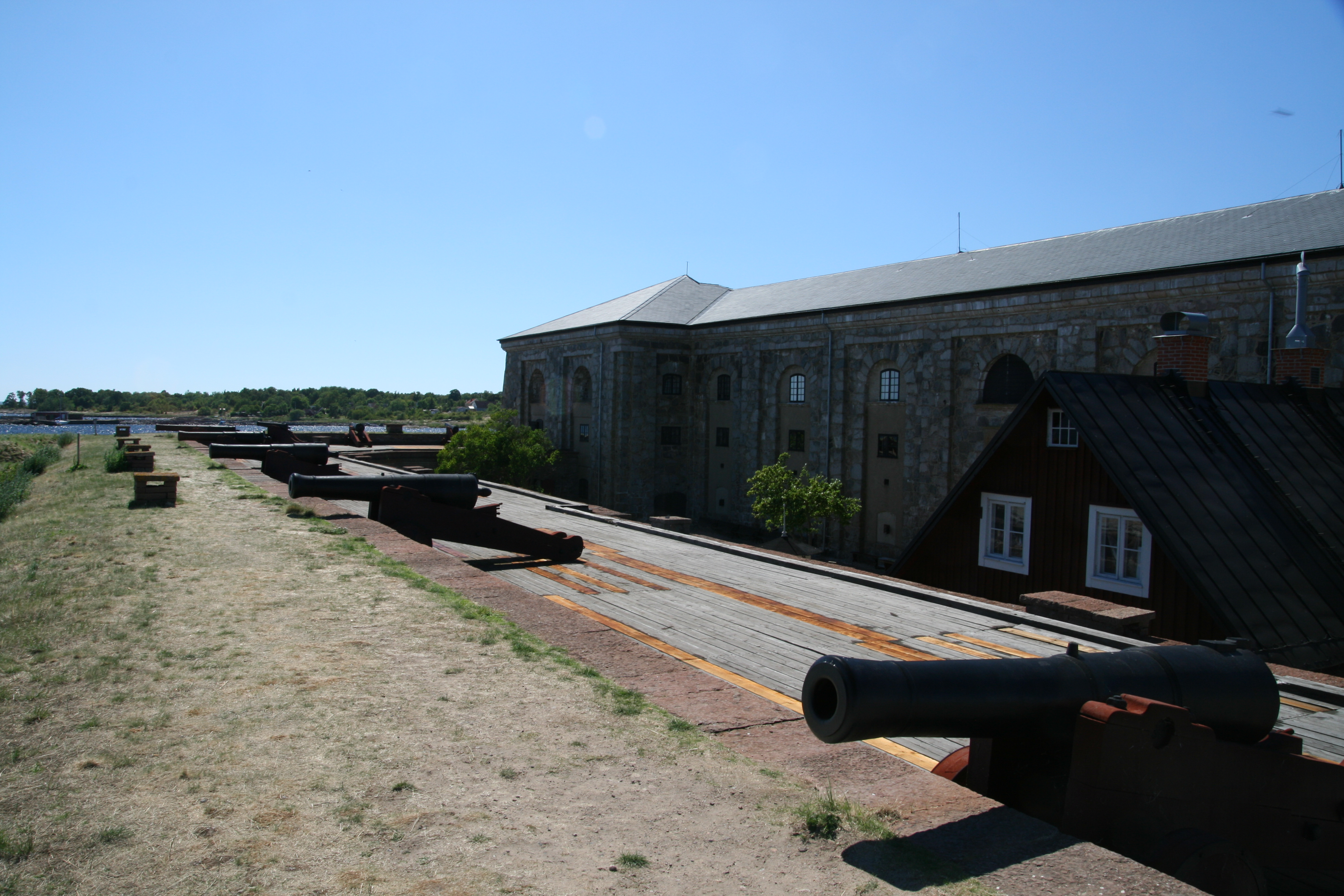
Drottningskärs kastell med sin donjon vid Aspö, påbörjad 1680, var huvudbefästning i försvarsringen runt den nya örlogsstaden Karlskrona.
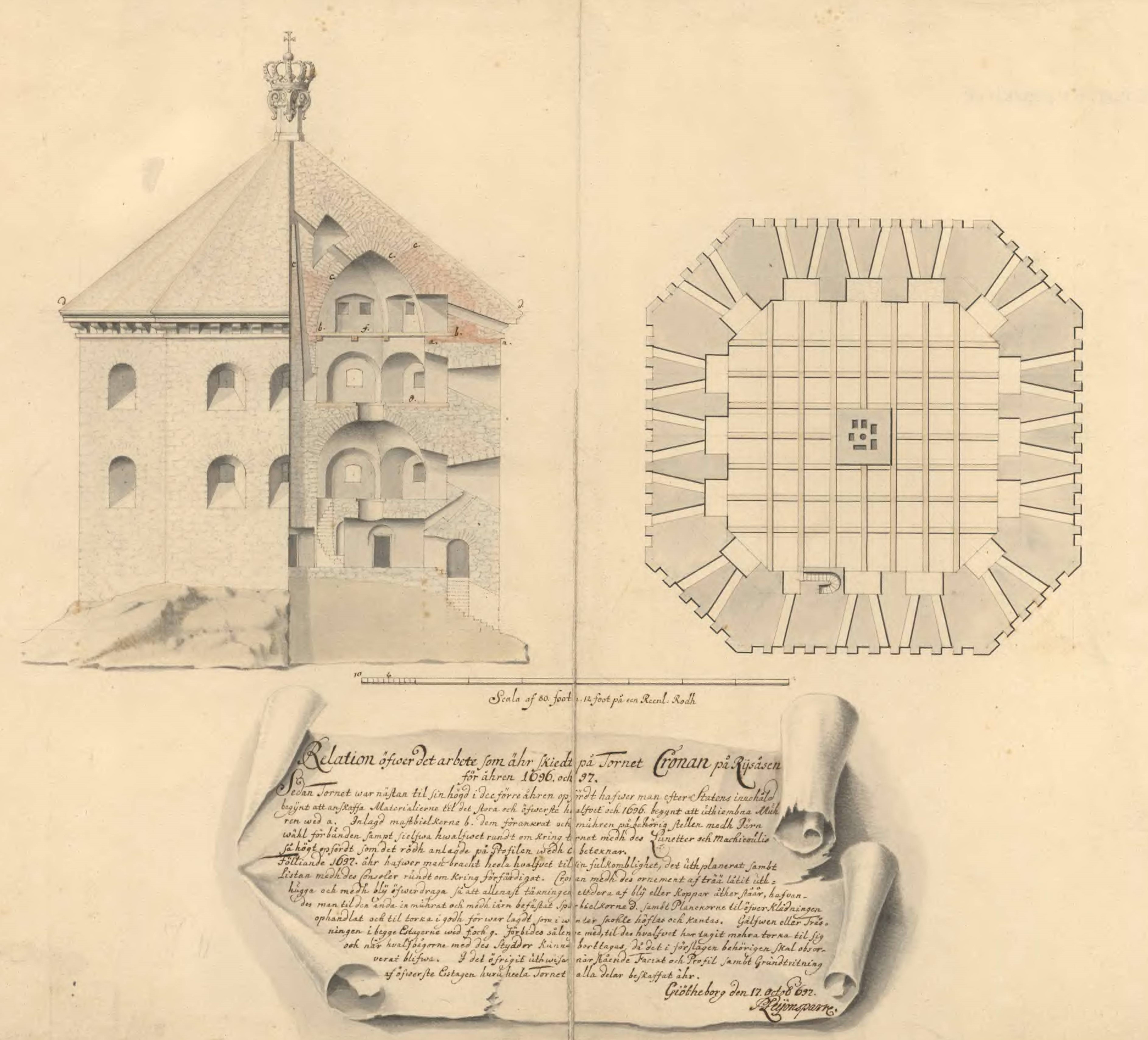
Paul Leijonsparres redovisning av 1696-1697 års arbeten på Skansen Kronan i Göteborg efter Dahlberghs design.
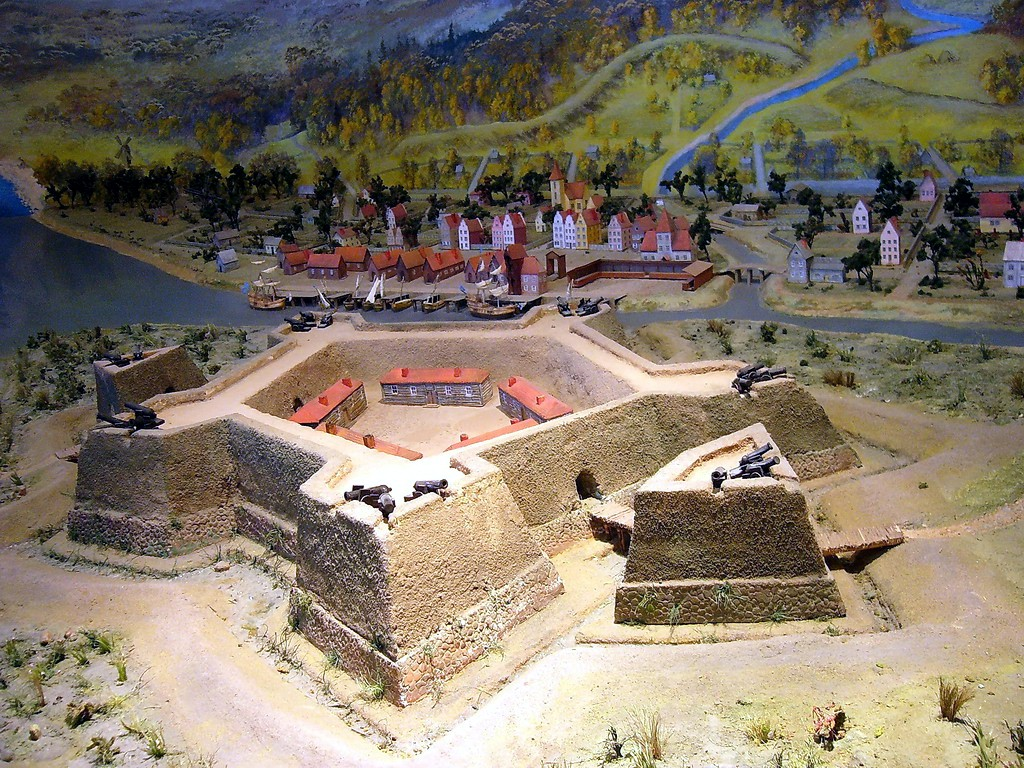
Modell av den svenska befästningen Nyenskans vid staden Nyen i nuvarande Sankt Petersburg.
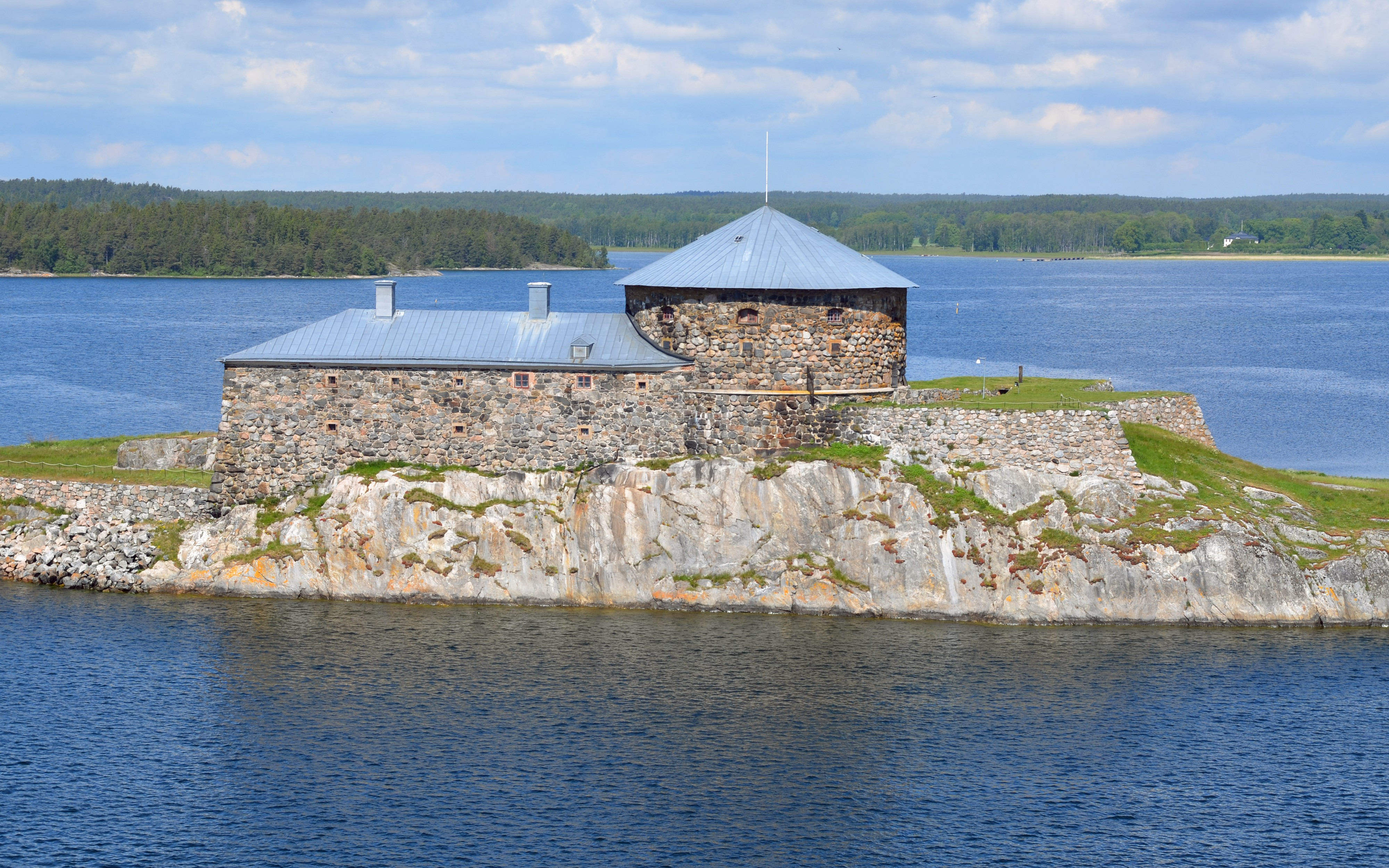
Dalarö skans med dess nutida utseende enligt Dahlberghs förbättringsförslag från 1683.

### Utanverk och mindre befästningar

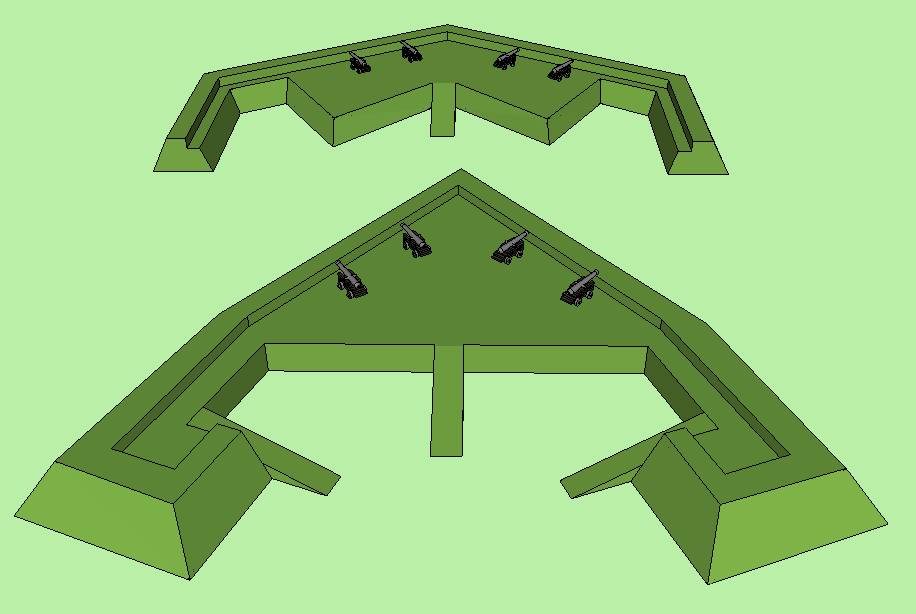
Två tecknade exempel på lynetter, överst en grund, och nederst en djup variant. Båda typerna har kanonplattform i spetsen samt öppen bakkant.

För att utöka försvaret av en större befästning anlades fristående mindre befästningar, redutter och lynetter på lämpliga platser i närområdet. En redutt är oftast en sluten befästning i kvadratisk form, medan en lynett är ett kraftigare fritt liggande utanverk med tillbakaböjda faser och öppen bakkant. Fram till 1800-talets början förändrades både vapenutvecklingen och befästningskonsten långsamt. Landartilleriets skottvidd var mellan 1 000 och 2 500 meter beroende på kaliber, och för eldhandvapen var skottvidden som mest cirka 200 meter. Bruket av mörsare och beskjutning i kastbana utvecklades med bättre ammunition, vilket innebar att en anfallande styrka mera effektivt kunde slå sönder befästningar ovanifrån. Med tiden blev det allt viktigare att kombinera det fasta försvaret med rörliga styrkor. Redan 1748 använde sig Gerhard Cornelius von Walrave av låg, kasematterad gravflankering, och huvudvallen bestod av självständiga delar, detacherade verk, redutter och bostadskasematter.

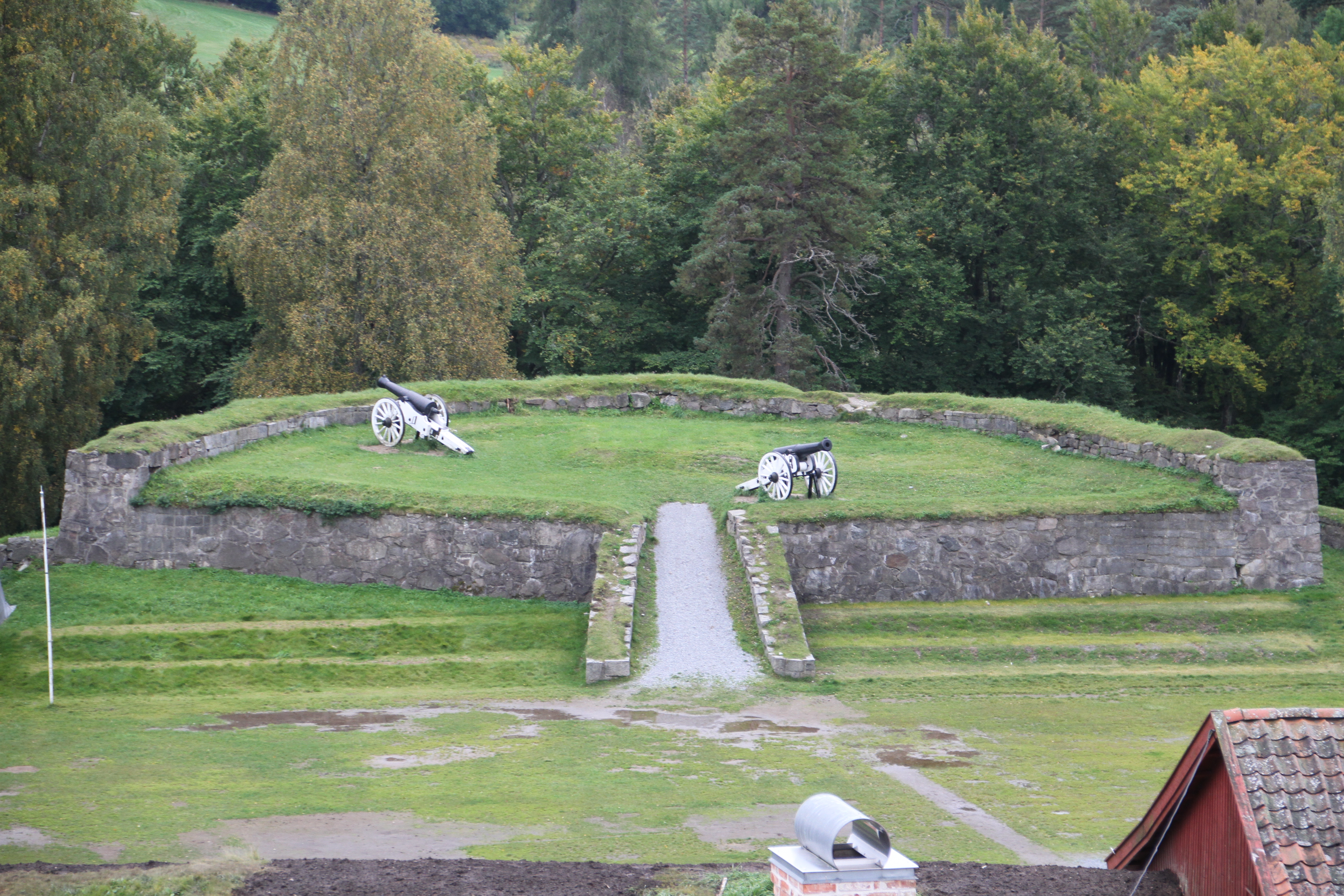
Lynett av tidig, halvmånformad typ på Fredrikstens fästning, Halden i Norge.
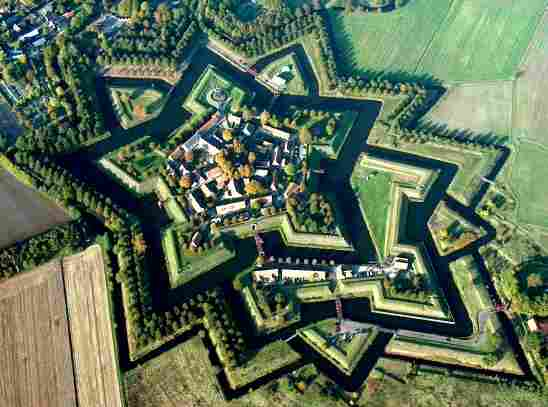
Fort Bourtange nära Groningen, Nederländerna, restaurerad till 1750-talets utseende.
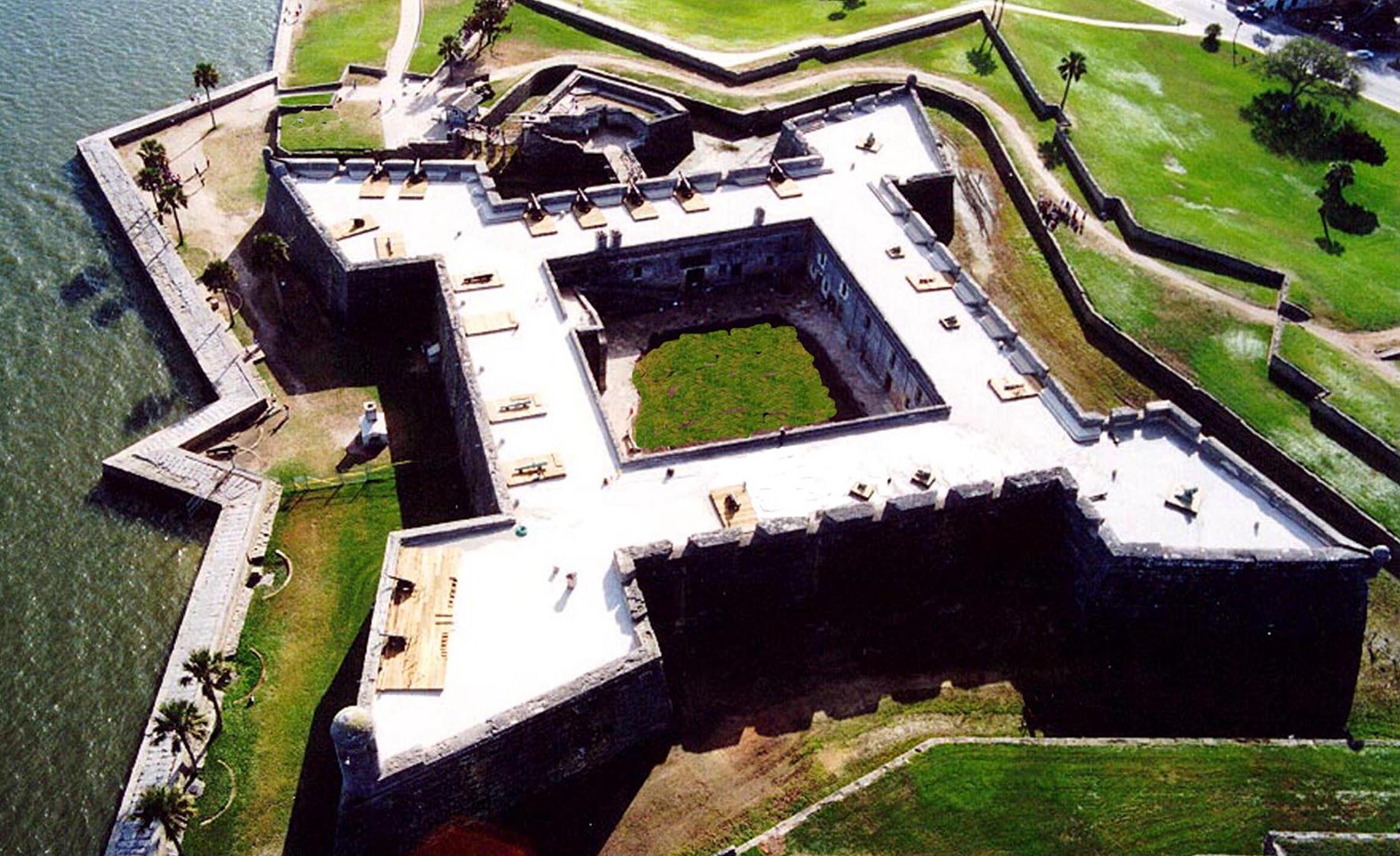
Castillo de San Marcos, St. Augustine, Florida började byggas av spanjorer 1672.
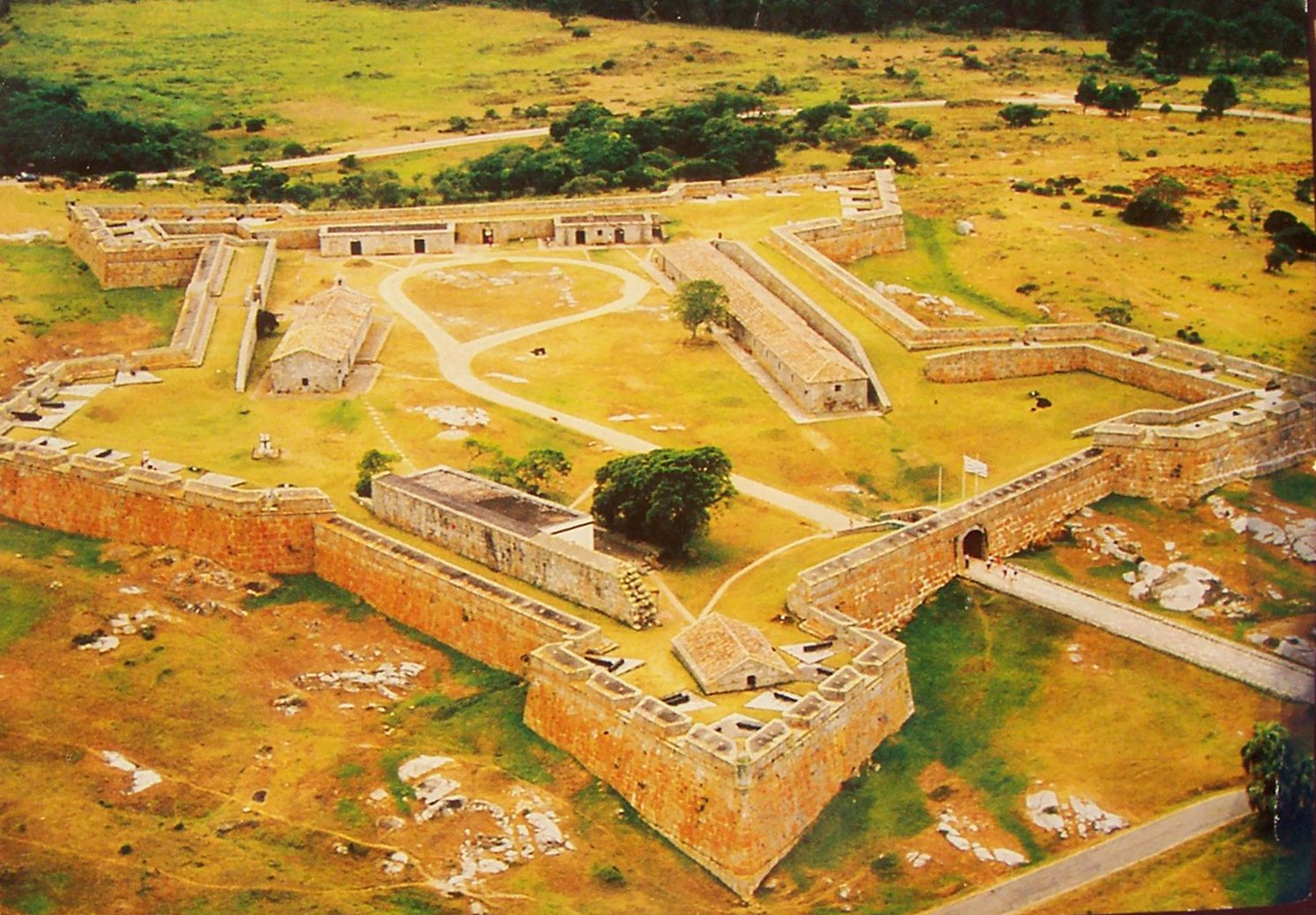
Fortaleza de Santa Teresa i östra Uruguay, började byggas av portugiser 1762.

Under slutet av 1700-talet utvecklades Dahlberghs idéer av Marc René de Montalembert. Enligt den senare skulle kanonerna i en befästning placeras i skydd, till exempel i kasematt, och inte öppet på kanonvallen. De skulle också vara flera till antalet än den anfallande styrkans artilleri, vilket åstadkoms genom att de placerades i byggnader med flera våningar.
För svensk del innebar förlusterna av ett antal befästningar i Baltikum och runt Finska viken i början av 1700-talet, att det fanns ett behov av befästningar i den finska skärgården, som dels kunde hindra Ryssland från att använda kustfarlederna, och dels vara depå för skärgårdsflottan och armén. Från 1748 pågick byggnadsarbeten med flottbasen och depåfästningen Sveaborg på öar i skärgården utanför Helsingfors, fram till år 1808 då fästningen kapitulerade till Ryssland.

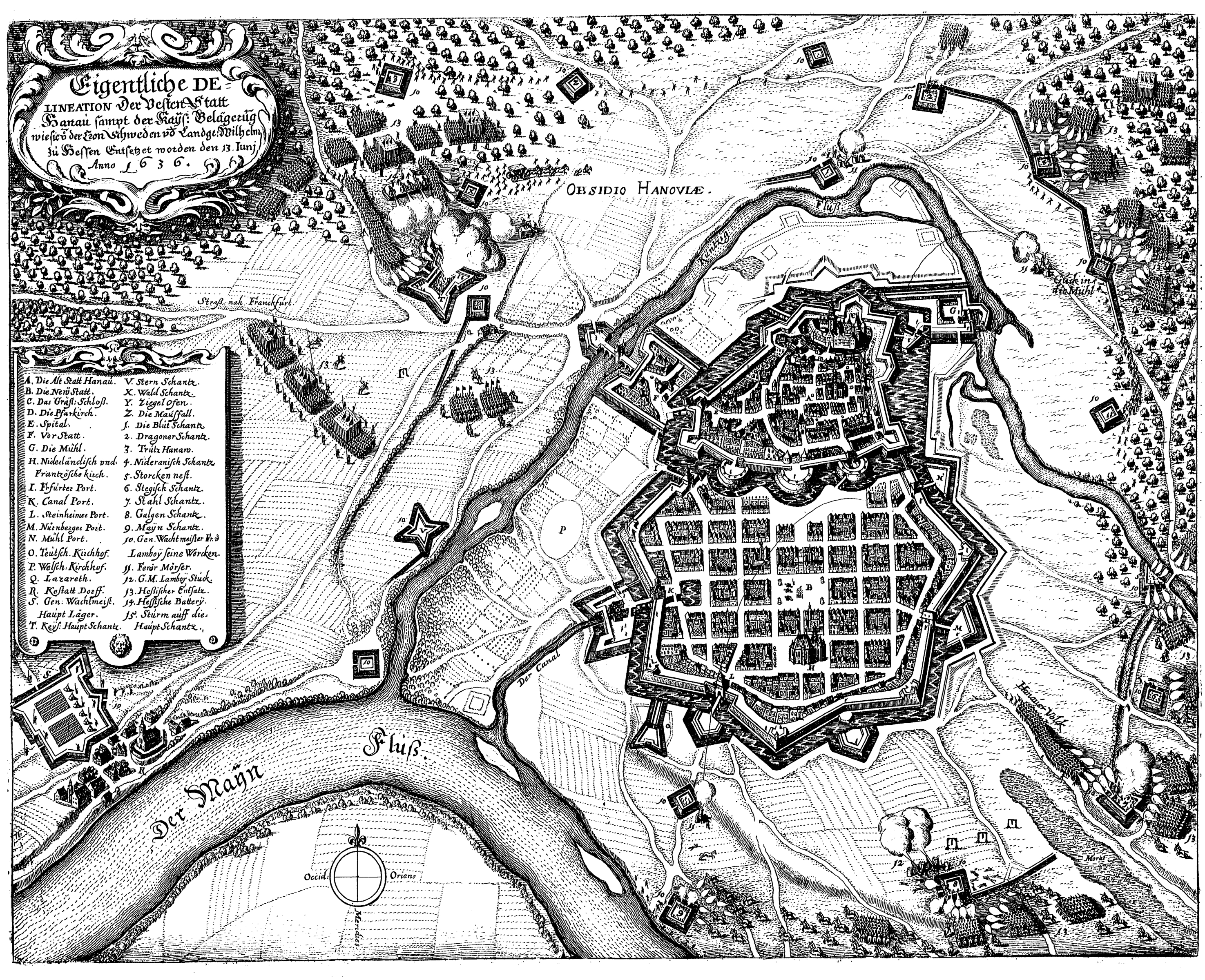
Redutter och stjärnskansar skyddar den tyska fästningsstaden Hanau mot en svensk attack år 1636.
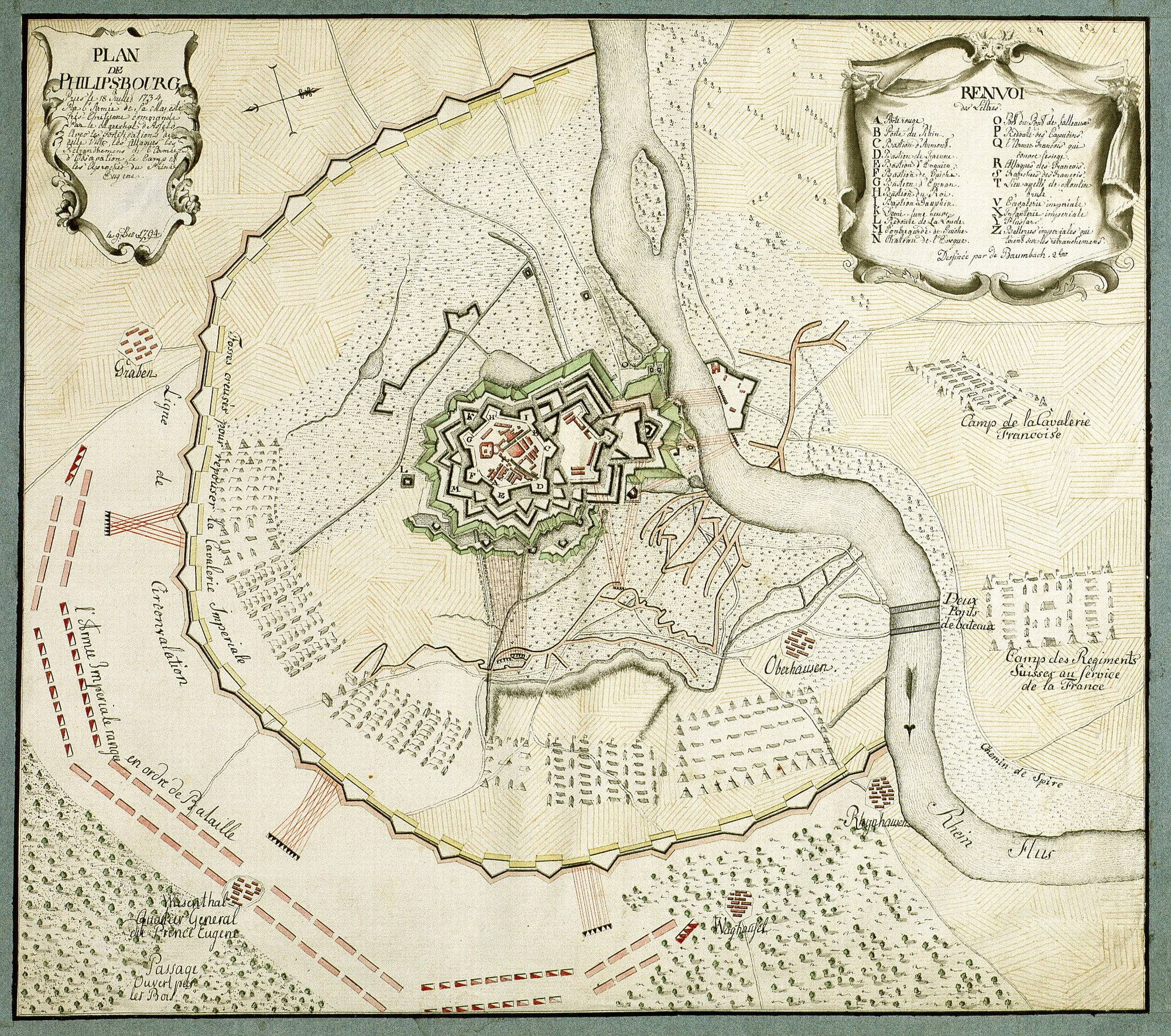
Fransk belägring av den tyska fästningen Philippsburg 1734, där utanverken består av redutter och lynetter.
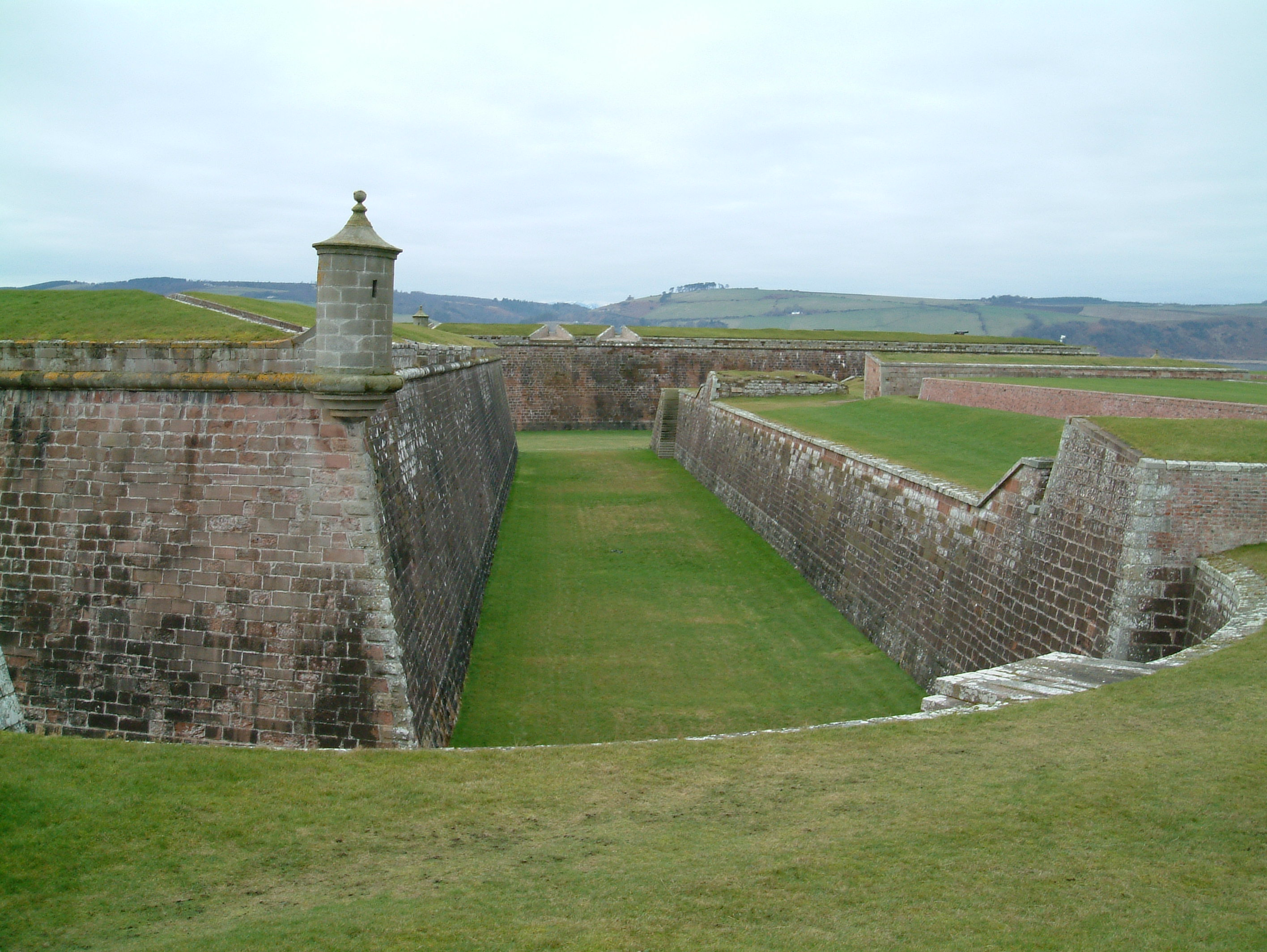
Befästningar vid Fort George i Skottland, byggt i mitten av 1700-talet med torr vallgrav och hörntorn, "pepperpots", för bevakning.
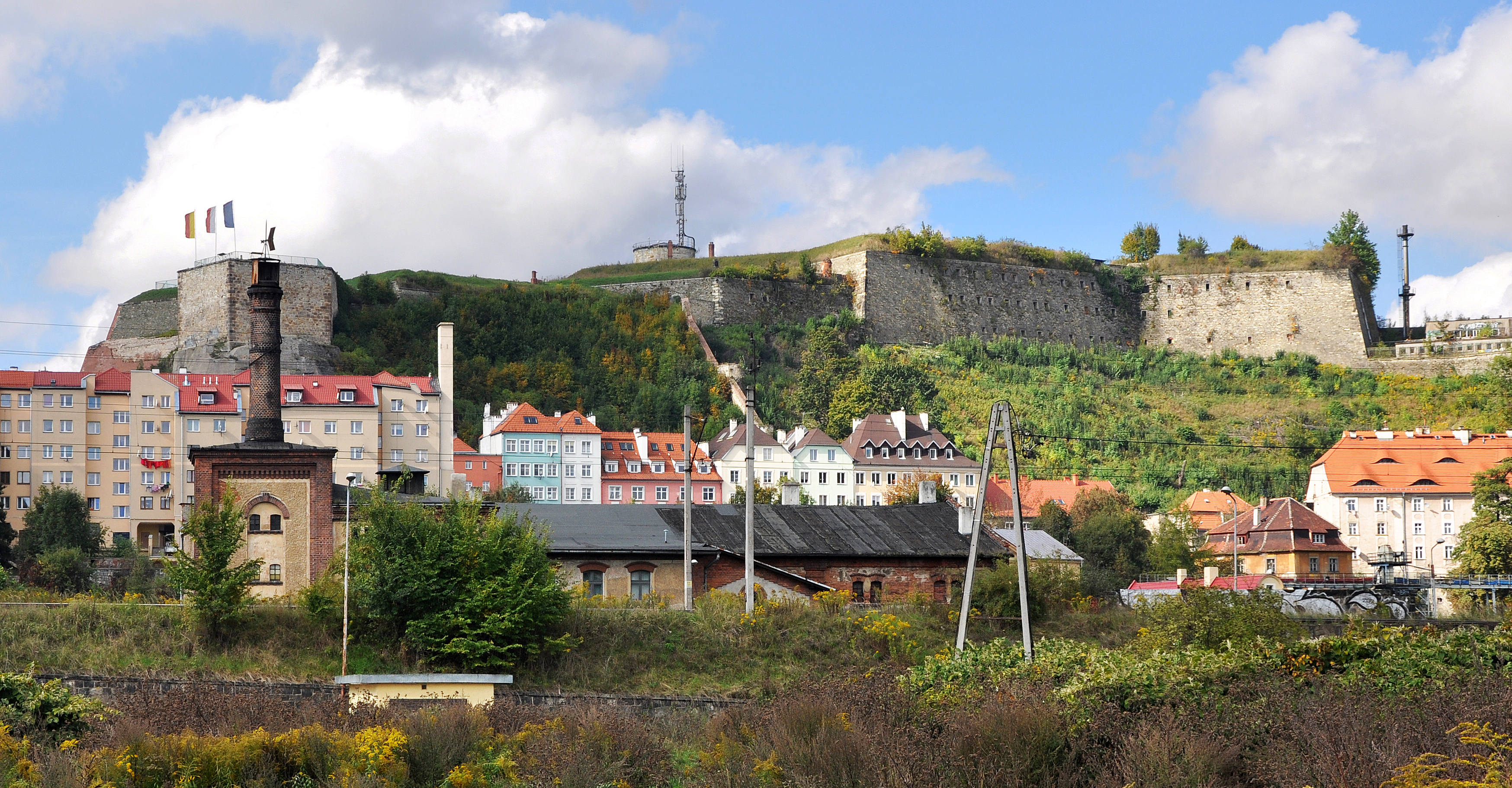
Fästningen Glatz, numera Kłodzko i Polen, fick på 1770-talet en donjon med tre våningar och 42 kanoner i kasematt.
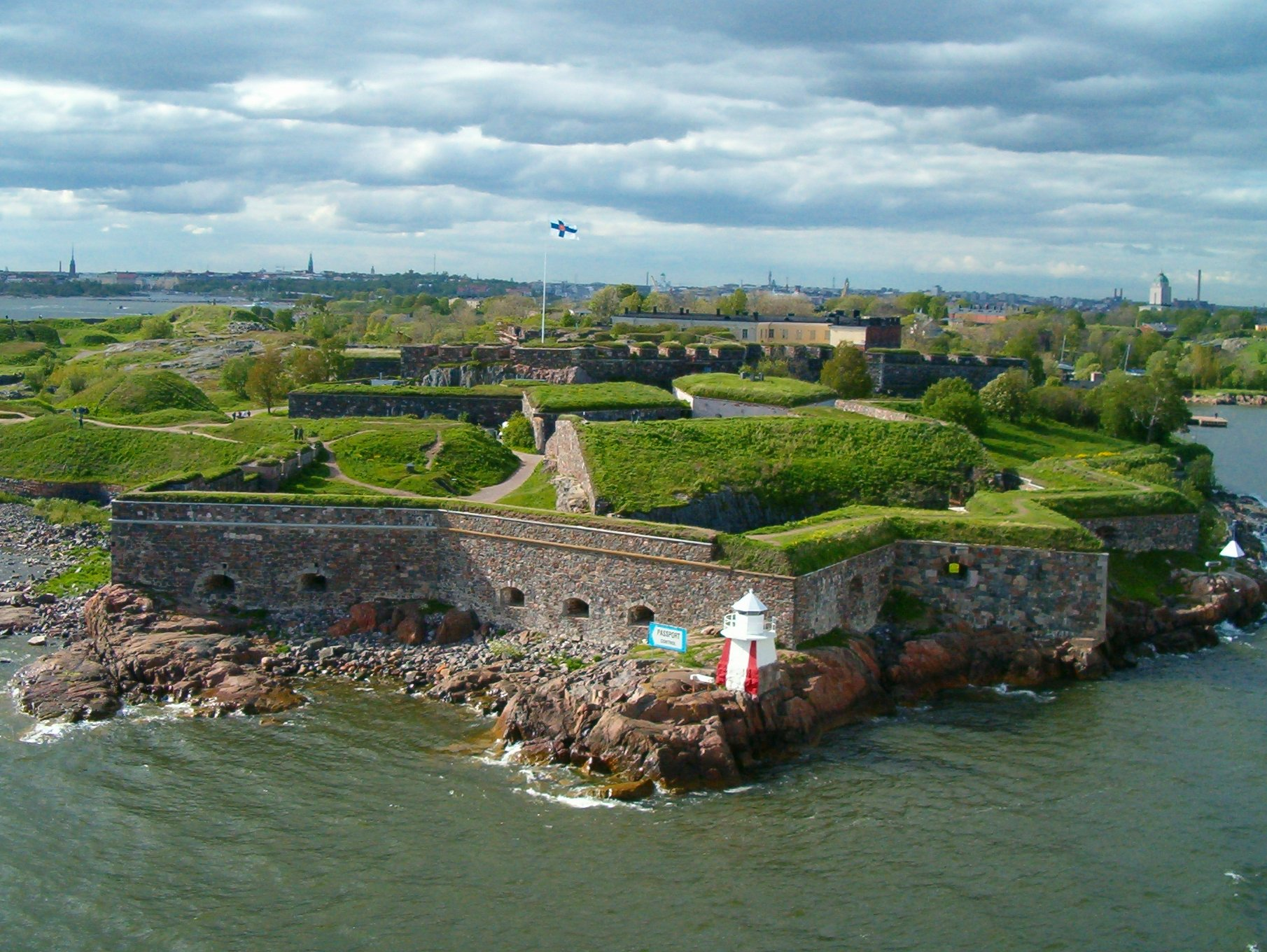
Befästningar på en del av Sveaborg, på finska Suomenlinna, vid Helsingfors.

## 1800-nutid
Behovet av skydd för befästningarnas artilleri gjorde att idéerna från Montalembert och Lazare Carnot tillämpades alltmera under första hälften av 1800-talet. Detta innebar byggande av torn och byggnader i flera våningar med bombsäkra kasematt. Den dåtida, tredubbla gördeln av fästningar utefter Frankrikes gränser hade inte kunnat hejda de fientliga härarnas framträngande under Napoleonkrigen, utan fästningarna måste göras större. Följden blev att de kompletterades med "detacherade fort". Dessa grundsatser kom först till sin tillämpning i Preussen.

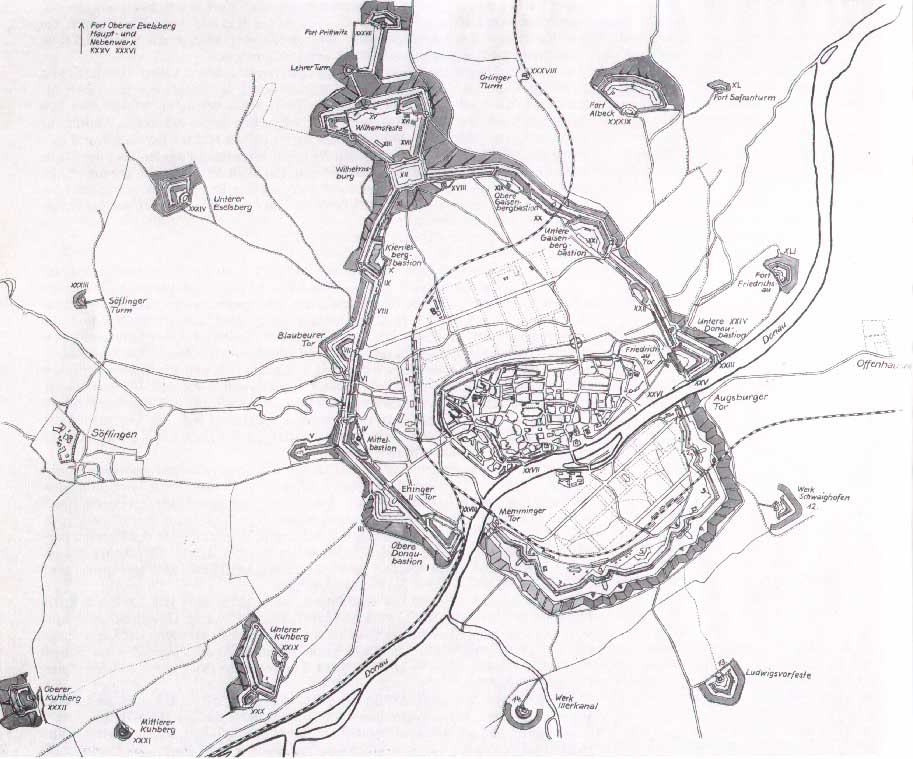
Den tyska fästningsstaden Ulm, med en yttre ring av mindre fort cirka 1870.

 Under början av 1800-talet antog det nytyska systemet en mera fast form. Utmärkande för detta var: en sammanhängande befästningslinje med bastioner, eller med polygonal utstakning i tenaljform. Framför befästningslinjen, enceinten, på ett avstånd av 500–1 000 meter fanns en gördel av detacherade fort, 500–1 000 meter från varandra. Dessutom försvarades gravarna av kaponjärer. Dessa grundsatser utvecklades vidare av Henri Alexis Brialmont i det nederländska systemet. Gravarna gjordes här vattenfyllda utan murbeklädnad, och där murverk bara användes för kaponjärer och kasematter. I Brialmonts befästningar kom pansar för första gången till användning i befästningskonstens historia.
Införandet av det räfflade artilleriet och det röksvaga krutet under 1860-talet med dess ökade skottvidd och eldkraft tvingade fram en epokgörande ändring av befästningarnas konstruktion. För att inte med befästningar omgivna städer skulle bombarderas, placerades forten 4–7 kilometer utanför huvudfästningen, och försvarets tyngdpunkt förlades till fortgördeln. Under inflytande av den stegrande verkan, som anfallsartilleriets utrustande med brisansgranater medförde, vidtog efter 1887 ett omfattande nybyggnadsarbete i de flesta europeiska stater. Täckningarna ökades avsevärt, och för första gången räckte inte murar av sten jord och tegel, utan betongkonstruktioner och pansarplåt blev nödvändigt som skydd. På grund av anfallsartilleriets alltmera ökade verkan, började man flytta ut ur forten. I Tyskland började man ersätta forten med befästningsgrupper.
Befästningarna delades in i spärr-, operations- och förrådsfästningar. Spärrfästningar anlades nära gränsen, med uppgift att binda anfallande styrkor tills de egna trupperna hunnit mobiliseras. Operationsfästningar anlades i viktiga områden för en kommande strid, med uppgift att binda fiendens styrkor, och stödja egna truppers anfall. Förrådsfästningens uppgift var att skydda stora arméförråd.

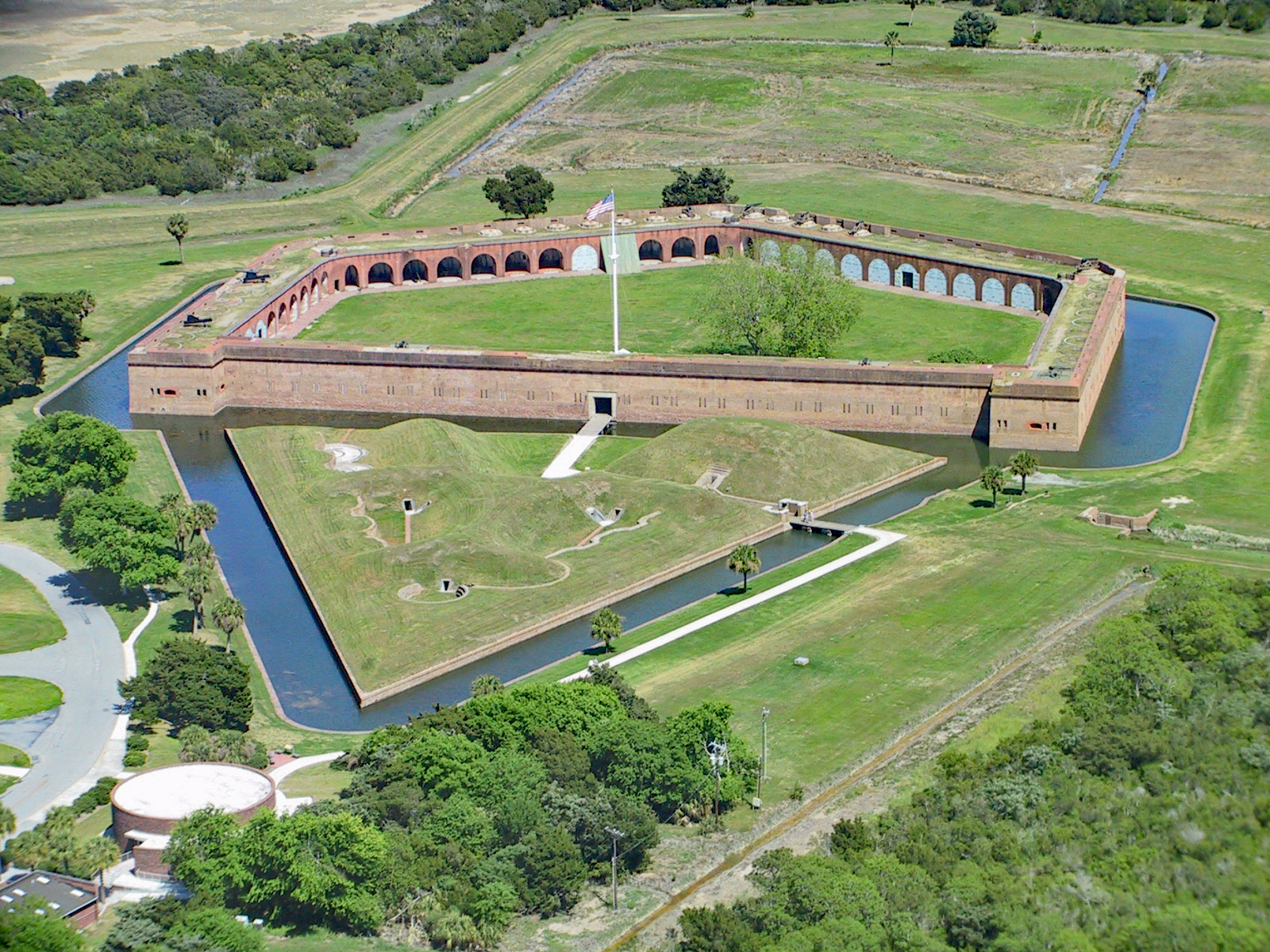
Amerikanska Fort Pulaski i Savannah, Georgia, är exempel på en polygonal befästning.
Blå punkter markerar befästningar runt Liège i Belgien, konstruerade av Brialmont 1888-1891. Rött markerar befästningar byggda på 1930-talet.
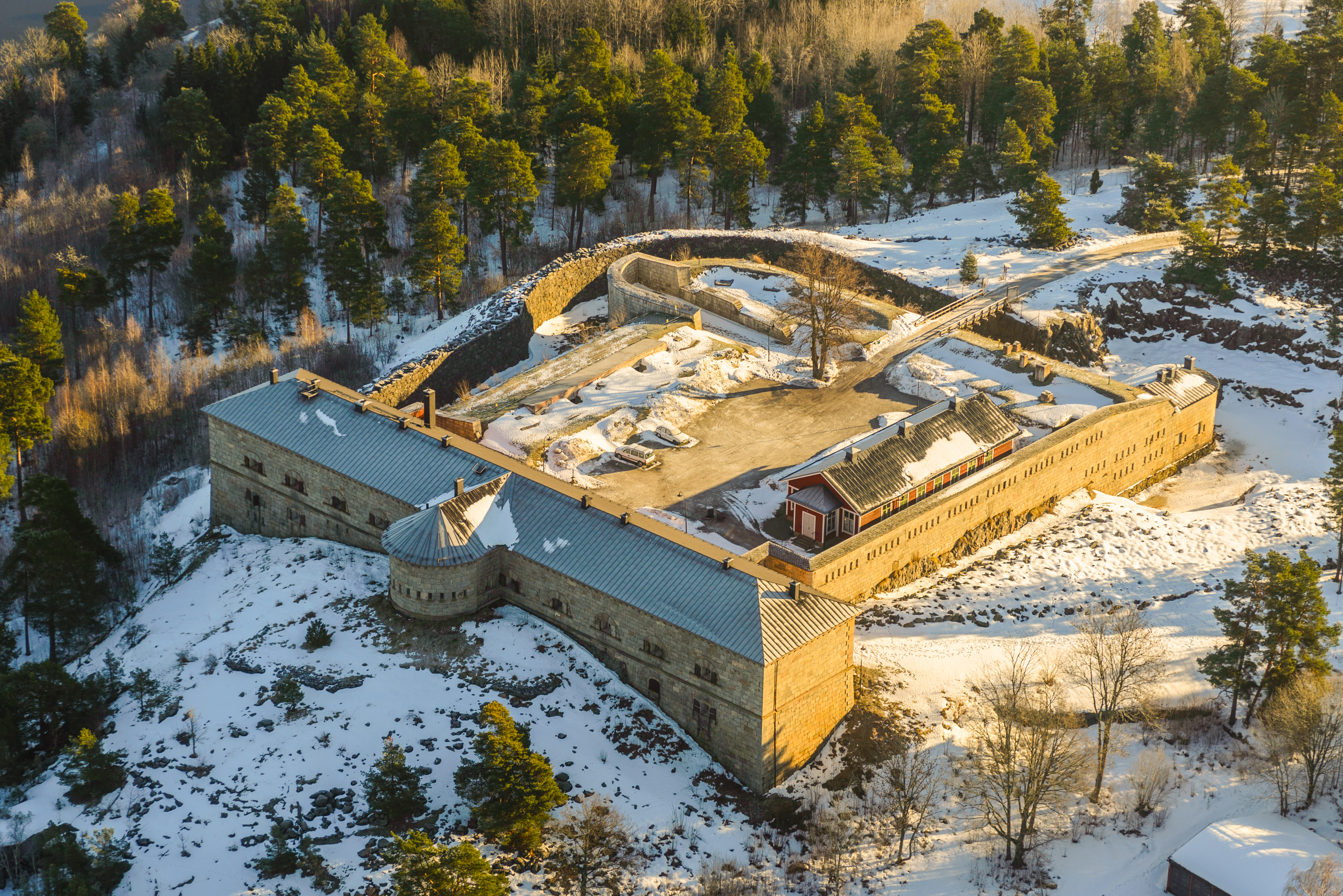
Rindö redutt, vid Vaxholm, byggdes 1858-1863 och var först i Sverige med utstickande kaponjärer för bestrykande eldgivning.
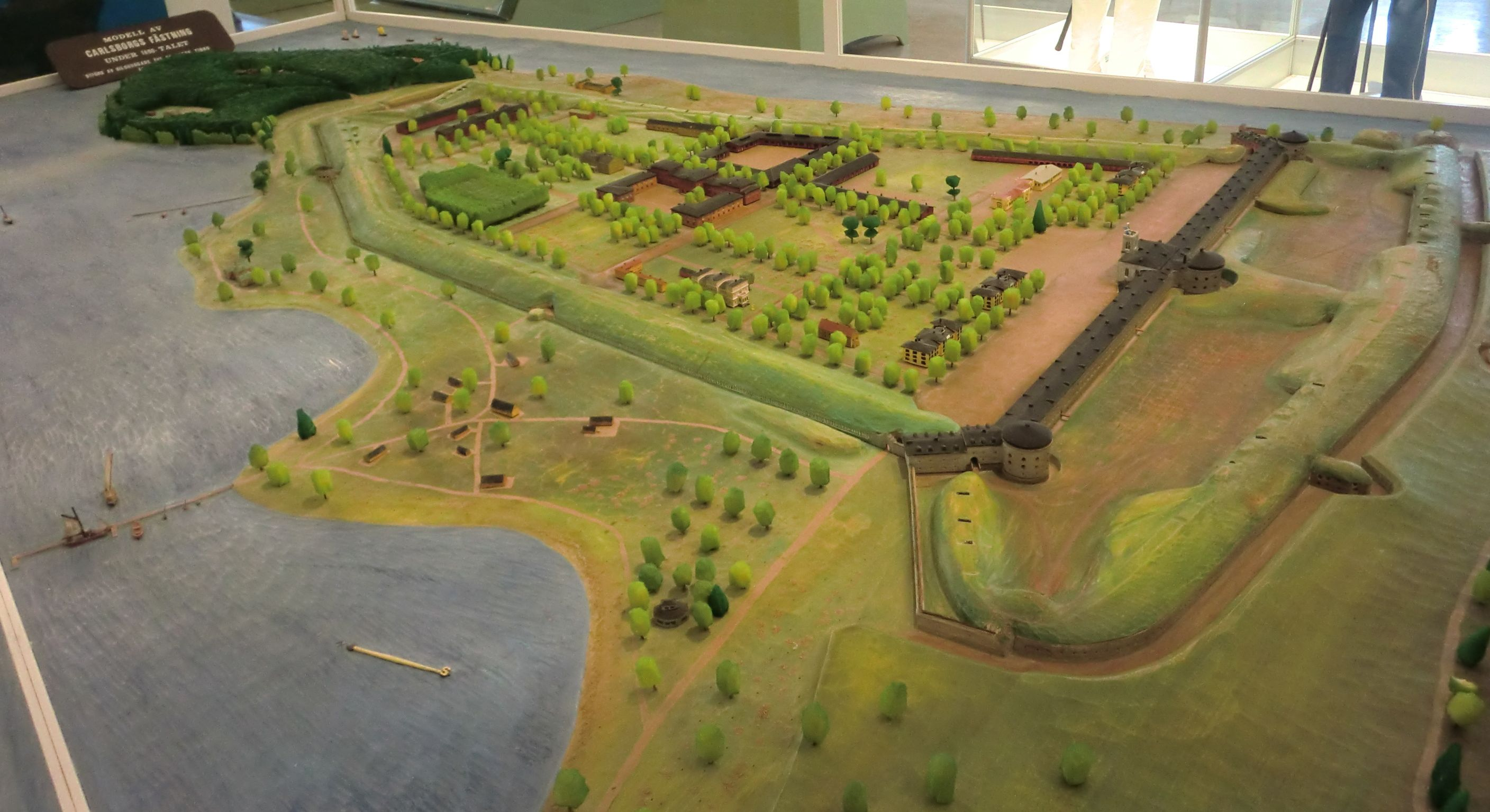
Modell av förrådsfästningen Karlsborgs fästning, byggd 1819-1909, med 263 kanoner i det 678 meter långa slutvärnet.

Efter första världskriget visade sig gördelbefästningarna inte anpassade för den nya typen av krig. I stället anlade system av stridsvärn, skyddsrum och infanteri- och pansarhinder. Maginotlinjen och Siegfriedlinjen var exempel på försvarslinjer uppbyggda efter denna princip. Under andra världskriget visade det sig dock att försvarsanläggningar av den här typen i det nya, snabbare kriget alltför enkelt kunde överflyglas. Längre räckvid för artilleri och bombplan gjorde också att befästningar kom att behövas långt från frontlinjen. Nya effektivare granater gjorde även att befästningarnas skydd måste förbättras. Under kalla kriget tillkom behovet av befästningar som skyddade mot attacker från atomvapen.

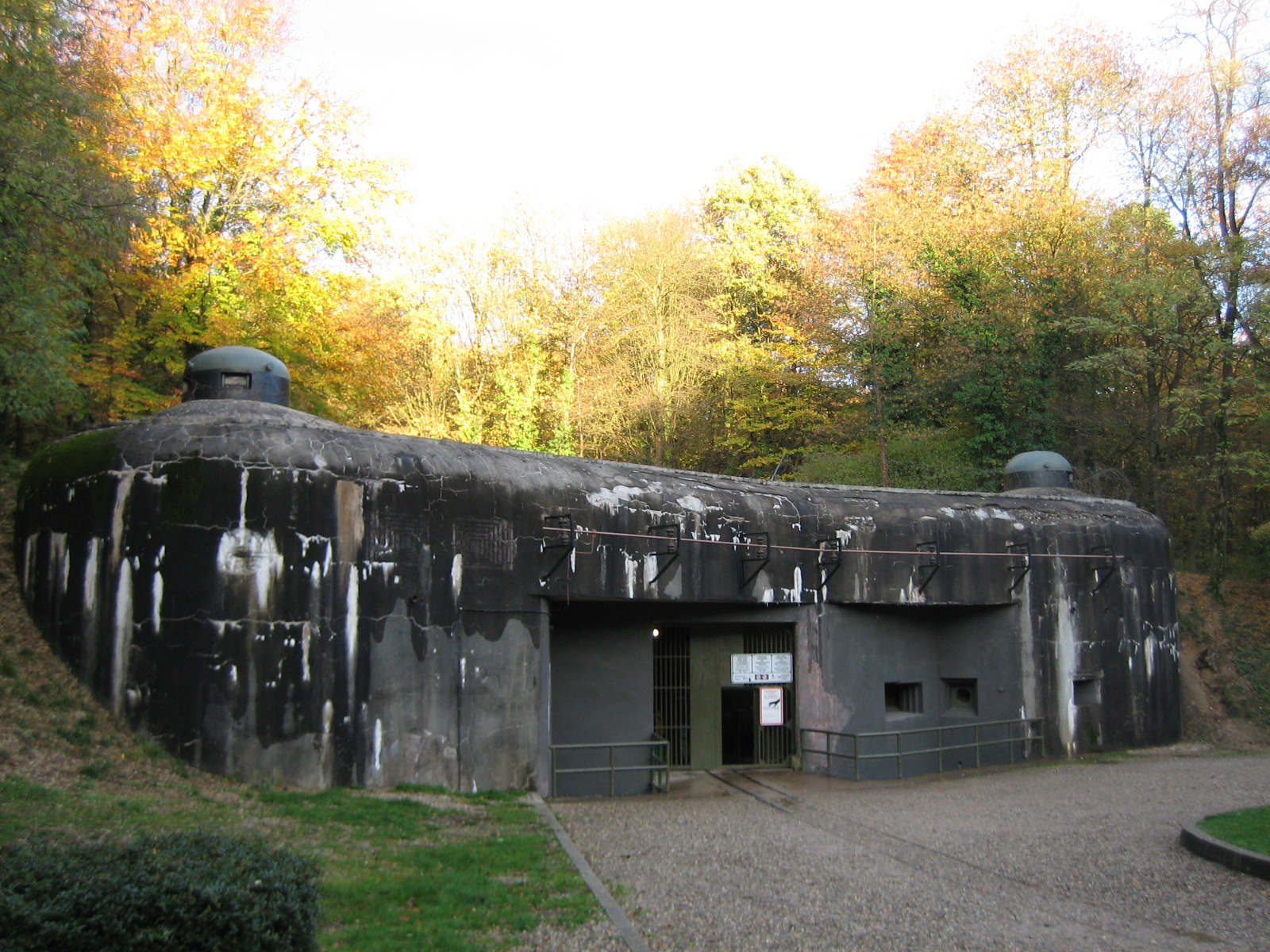
Befästningar runt en av ingångarna i Maginotlinjen.
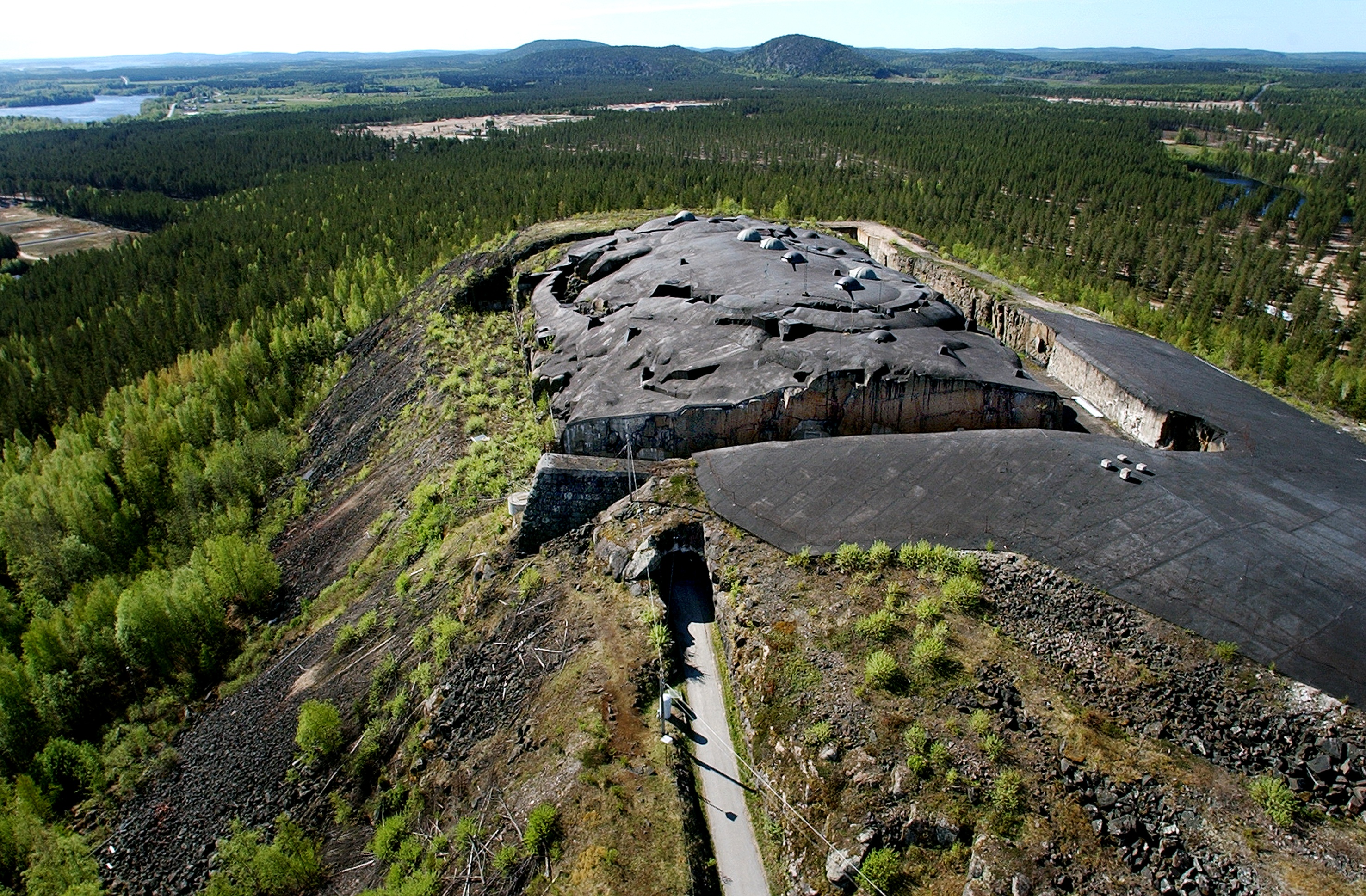
Rödbergsfortet, byggt i början av 1900-talet, är ett av fem liknande fort i Bodens fästning.